# المرأة في القرآن
عرض القرآن الكثير من شؤون المرأة في أكثر من عشر سور منها سورتان عرفت إحداهما بسورة النساء الكبرى وهي سورة النساء، والأخرى عرفت بسورة النساء الصغرى وهي سورة الطلاق.
وعرض لهما في سورة البقرة والمائدة والنور والأحزاب والمجادلة والممتحنة والتحريم.
وقد دلت هذه العناية على المكانة التي ينبغي أن توضع فيها المرأة في نظر الإسلام وأنها مكانة لم تحظ المرأة بها لا في شرع سماوي سابق ولا في قوانين بشرية تواضع عليها الناس فيما بينهم. وعلى الرغم من هذا فقد كثر كلام الناس حول وضع المرأة في الإسلام وزعموا أن الإسلام درس حقها وأسقط منزلتها وجعلها متاعاً في يد الرجل والله تعالى هو الذي يقول في القرآن:
﴿وَالْمُطَلَّقَاتُ يَتَرَبَّصْنَ بِأَنْفُسِهِنَّ ثَلَاثَةَ قُرُوءٍ وَلَا يَحِلُّ لَهُنَّ أَنْ يَكْتُمْنَ مَا خَلَقَ اللَّهُ فِي أَرْحَامِهِنَّ إِنْ كُنَّ يُؤْمِنَّ بِاللَّهِ وَالْيَوْمِ الْآخِرِ وَبُعُولَتُهُنَّ أَحَقُّ بِرَدِّهِنَّ فِي ذَلِكَ إِنْ أَرَادُوا إِصْلَاحًا وَلَهُنَّ مِثْلُ الَّذِي عَلَيْهِنَّ بِالْمَعْرُوفِ وَلِلرِّجَالِ عَلَيْهِنَّ دَرَجَةٌ وَاللَّهُ عَزِيزٌ حَكِيمٌ ۝٢٢٨﴾.
ولو وقفنا وقفة المتأمل عند هذا التعبير الإلهي وهو قوله تعالى:{ بَعْضُكُمْ مِنْ بَعْضٍ } النساء، لعرفنا كيف سما القرآن بالمرأة حتى جعلها بعضاً من الرجل وكيف حد من طغيان الرجل فجعله بعضاً من المرأة.
وإذا كانت المرأة مسؤولة مسؤولية خاصة فيما يختص بعبادتها فهي في نظر الإسلام أيضاً مسؤولة مسؤولية عامة فيما يختص بالدعوة إلى الخير والأمر بالمعروف والإرشاد إلى الفضائل والتحذير من الرذائل. وقد صرح القرآن بمسؤوليتها في ذلك الجانب وقرن بينها وبين أخيها الرجل في تلك المسؤولية فقال تعالى: ﴿مَا كَانَ لِلْمُشْرِكِينَ أَنْ يَعْمُرُوا مَسَاجِدَ اللَّهِ شَاهِدِينَ عَلَى أَنْفُسِهِمْ بِالْكُفْرِ أُولَئِكَ حَبِطَتْ أَعْمَالُهُمْ وَفِي النَّارِ هُمْ خَالِدُونَ ۝١٧﴾.
ولم يقف الإسلام عند حد اشتراكها مع أخيها الرجل في المسؤوليات بل رفع من شأنها وقرر احترام رأيها شأنها في ذلك شأن الرجل وإذا كان الإسلام جاء باختيار بعض آراء الرجال فقد جاء باختيار رأي بعض النساء.
فقد بدأت سورة المجادلة بأربع آيات نزلت في حادثة بين أوس بن الصامت وزوجته خولة بنت ثعلبة حيث كان شيخا كبيرا فدخل عليها يوما فراجعته بشيء فغضب فقال: أنت علي كظهر أمي ـ وكان الرجل إذا قال لزوجته ذلك في الجاهلية حرمت عليه ـ ثم دعاها فأبت وقالت كلا والذي نفس خولة بيده لا تخلص إلي وقد قلت ما قلت حتى يحكم الله ورسوله فينا بحكمه.
ثم خرجت حتى جاءت رسول الله ﷺ فجلست بين يديه فذكرت له ما لقيت. فقال  : ما أمرت في شأنك بشيء حتى الآن وما أراك إلا وقد حرمت عليه. فقالت ما ذكر طلاقاً يا رسول الله؟ وأخذت تجادله  وتكرر عليه القول إلى أن قالت: إن لي صبية صغار إن ضممتهم إليه ضاعوا وإن ضمهم إلي جاعوا وجعلت ترفع رأسها نحو السماء وتقول: اللهم إنني أشكو إليك اللهم فأنزل على لسان نبيك وما برحت حتى نزل قوله تعالى:
﴿قَدْ سَمِعَ اللَّهُ قَوْلَ الَّتِي تُجَادِلُكَ فِي زَوْجِهَا وَتَشْتَكِي إِلَى اللَّهِ وَاللَّهُ يَسْمَعُ تَحَاوُرَكُمَا إِنَّ اللَّهَ سَمِيعٌ بَصِيرٌ ۝١﴾.
نزلت الآيات تبين أن الظهارـ وهو تشبيه الزوجة بالأم أو غيرها من المحارم ـ ليس طلاقاً ولا موجباً للفرقة بين الزوجين.
فانظر كيف رفع الله شأن المرأة وكيف احترم رأيها وجعلها مجادلة ومحاورة للرسول صلى الله عليه وسلم وجمعها وإياه في خطاب واحد { وَاللَّهُ يَسْمَعُ تَحَاوُرَكُمَا }.
وكيف قرر رأيها وجعله تشريعاً عاماً خالداً لنعلم أن آيات الظهار وأحكامه في القرآن الكريم وأن سورة المجادلة لم تكن إلا أثراً من آثار الفكر النسائي. وصفحة إلهية خالدة نلمح فيها على مر الدهور احترام الإسلام للمرأة ورأيها وأن الإسلام لا يرى المرأة مجرد زهرة ينعم الرجل بشم رائحتها وإنما هي مخلوق عاقل مفكر له رأيه ولرأيه وزن وقيمة.
القرآن الكريم جعل للمرأة كل تكريم وعز فعاشت ماضيها البعيد محرومة من كرامتها، وفي ظل الإسلام وجدت رعاية التكريم وعناية التعظيم، وجدت قضيتها حكم فيها خالقها ولا حكم بعده، فقال تعالى:﴿يَا أَيُّهَا النَّاسُ اتَّقُوا رَبَّكُمُ الَّذِي خَلَقَكُمْ مِنْ نَفْسٍ وَاحِدَةٍ وَخَلَقَ مِنْهَا زَوْجَهَا وَبَثَّ مِنْهُمَا رِجَالًا كَثِيرًا وَنِسَاءً وَاتَّقُوا اللَّهَ الَّذِي تَسَاءَلُونَ بِهِ وَالْأَرْحَامَ إِنَّ اللَّهَ كَانَ عَلَيْكُمْ رَقِيبًا ۝١﴾.

## إحصاءات ودلالات على المرأة في القرآن الكريم
يشكل حضور المرأة في القرآن الكريم أحد أهم المؤشرات على قيمتها وأهميتها في كتاب الله العزيز، وأقصد بالحضور هنا الحضور المصطلحي والمفاهيمي خاصة، حيث تحضر المرأة فيه من خلال مجموعة من الألفاظ والمصطلحات الدالة عليها، من جهة، ومن خلال نسق من المفاهيم التي ترتبط بموضوعاتها من جهة ثانية، وفضلا عن ذلك نستطيع تمييز سور بأكملها خصصت حيزا مهما منها لمعالجة قضايا المرأة.
على أن أكبر حضور للمرأة نستطيع تلمسه بالأرقام والدلالات من خلال الألفاظ الدالة على المرأة، كالنساء، والمرأة، والأنثى، والأم، والوالدة، والزوج، والأهل، والحليلة، والصاحبة، والأخت، والبنت. وذلك ما سنحاول استكشافه في ما يلي:
1. النساء يرد لفظ النساء في القرآن الكريم بهذه الصيغة، وبصيغة المفرد: (امرأة)، والمثنى: (امرأتان)، والجمع: (نسوة)، خمسة وثمانين مرة. وبنظرة أولية إلى موارد هذه الألفاظ، يلاحظ: أن لفظ (نساء) يأتي ذكره في القرآن المدني أكثر، ولفظ (امرأة) يأتي في القرآن المكي أكثر. إذ كثر استعمال الأول في سياق التشريعات الأسرية والاجتماعية، بينما غلب على الثاني استعماله في سياق القصص القرآني.
أما لفظ «نساء» فقد ورد بصيغ مختلفة: نساء، النساء، نسائك، نسائكم، نسائهم، نساء النبي. وهذه الصيغ منها ما تعلق بأحكام تشرع لعلاقة الرجل مع المرأة في أوضاع معينة، كالزنا والتعدد والقوامة. ومنها ما ارتبط بأحكام الأسرة عموما، كالزواج والخطبة والطلاق والظهار والإيلاء والإرث. ومنها ما تعلق بأحكام تشترك فيها المرأة مع سائر أفراد الأمة، كالكسب والعمل والجهاد والهجرة. أما باقي الموارد فهي مرتبطة بقصص بعض الأنبياء، كقصة فرعون مع أتباع موسى وتذبيحه الأبناء منهم واستحيائه النساء، وقصة قوم لوط الذين كانوا يأتون الرجال شهوة من دون النساء، وقصة مريم التي اصطفاها الله عز وجل على نساء العالمين، ثم قصة النبي ﷺ مع وفد النصارى الذين حاجوه في مولد عيسى عليه السلام فدعاهم للمباهلة.
وأما لفظ «امرأة» فقد استعمل في أغلب موارده مضافا إلى الرجل، سواء أذكر باسمه أو بكناية الضمير عليه، كامرأة لوط وامرأة عمران وامرأة فرعون...ولم يرد منفصلا عن الإضافة إلا في ست مواضع. والمرأة في كل هذه المواضع تمثل نماذج معينة من النساء مرت في التاريخ، وسيقت للاعتبار.
وأما صيغة المثنى «امرأتان» والجمع «نسوة»، فقد وردت كل واحدة منهما مرتين، ثلاث منها مرتبطة بقصص الأنبياء، وواحدة تتعلق بموضوع الشهادة في آية الدين.
يتبين إذن، من خلال هذه النظرة العامة: مركزية مفهوم «النساء» داخل نسق المفاهيم التشريعية المنظمة للعلاقات الاجتماعية والاقتصادية والسياسية في المجتمع، كما تتبين أهمية «المرأة» كنموذج يسهم في بناء تصور سلوكي وعقدي سليم لدى الإنسان عموما، ولدى المرأة على وجه الخصوص.
2. الأنثى، ورد هذا اللفظ في القرآن الكريم بصيغ الإفراد (أنثى)، والمثنى (أنثيين)، والجمع (إناث)، ثلاثين مرة أغلبها في سور مكية. فما جاء منها في السور المكية ارتبط بمسألة الخلق: خلق الكائنات جميعا من ذكر وأنثى بما في ذلك الإنسان، وبمسألة العمل والجزاء، والتسوية بين الذكر والأنثى فيهما، ثم بموقف العرب قبل الإسلام من الأنثى. أما ما جاء من اللفظ في السور المدنية ـ وهو قليل ـ فقد جاء في سياق بعض التشريعات المتعلقة بالإرث والقصاص، هذا فضلا عن الآيات التي عالجت بعض المسائل ذات الارتباط بهذه القضايا، كعلم الله المطلق بما تحمل كل أنثى، وإرجاع تحديد جنس المولود إلى مشيئته عز وجل.
والملاحظ عموما أن أغلب استعمالات القرآن الكريم لهذا اللفظ تنأى به عن معناه اللغوي الذي حصره في الجنس المقابل للذكر، المتميز بصفة اللين، لتربطه بعوالم أوسع. وإذا كانت الدلالة اللغوية تركز على التقابل بين الذكر والأنثى بما يوحي بنوع من التضاد، فإن أغلب الاستعمالات القرآنية للفظ تؤكد على التوحد والتكامل بينهما، سواء على مستوى الخلق أو على مستوى العمل والجزاء. وما سوى ذلك من تمايز وفرق فإنه يعود إلى اعتبارات تتعلق بطبيعة التكوين الخلقي.
3. الأم والوالدة، عُبر عن مفهوم الأمومة في القرآن الكريم تارة بلفظ «الأم» وهو الأكثر حيث ورد ثمانا وعشرين مرة، وتارة بلفظ «الوالدة» وهو قليل حيث ورد خمس مرات فقط، واللافت للنظر هو أن لفظ الأم بصيغتي المفرد والجمع (أم وأمهات) لا يرد في القرآن إلا مضافا: (أمي، أمه، أمهاتكم، أمهاتهم...). ولأن لفظ «الأم» أعم من لفظ «الوالدة» كان الأكثر استعمالا في القرآن الكريم حيث ذكر في سياقات مختلفة: منها قصة موسى وقصة عيسى عليهما السلام، كما ورد ذكره في حديث القرآن عن مراحل خلق الإنسان، وفي حديثه عن حمل الأم ومشقته ومدته، وذلك في سياق الحث على خلق الإحسان إلى الوالدين، ثم في حديثه عن طبيعة العلاقة بين الإنسان وأمه وسائر أفراد أسرته يوم القيامة. كما يأتي ذكر الأم ـ بصيغة الجمع على الخصوص ـ في مواطن ذكر بعض التشريعات كذكر المحرمات من النساء في الزواج (ومنهن الأمهات، وأمهات الزوجات، والأمهات من الرضاعة...) وذكر حكم الظهار، وبيان حصة الأم من الإرث في حال وجود الابن أو عدم وجوده. ثم يأتي اللفظ في سياق تحديد صفات زوجات النبي ﷺ بالنسبة للمسلمين واعتبارهن أمهات لهم بما يكفل لهن تلك الخصوصية وذلك التشريف المناسب لوضعهن.
وبذلك يكون مفهوم «الأم» شاملا لصفات: المرأة الحبلى، والمرضعة، والقائمة على رعاية الولد، وتلكم التي كبرت واستحقت الإحسان. وبذلك تكون صفة الأم صفة ملازمة للمرأة من حين حملها لولدها إلى أن تصبح هي في مقام تحتاج فيه إلى الرعاية والإحسان.
4. الزوج، ورد في القرآن الكريم لفظ ""الزوج"" مفردا والمثنى منه ""الزوجين"" والجمع ""الأزواج"" إحدى وثمانين مرة. وفي أكثر من نصف هذه الموارد، أي تسع وأربعين مرة، يأتي للدلالة على المرأة المتزوجة، ويأتي أحيانا للدلالة على الرجل والمرأة معا وذلك بصيغة الجمع (أزواج) وقد جاء ذلك ست مرات، بينما لم يرد للدلالة على الرجل إلا ثلاث مرات. وأود أن أشير هنا إلى أن القرآن الكريم لم يستعمل قط لفظ الزوجة المستعمل عادة للدلالة على المرأة المتزوجة، بل هو يستعمل لفظ ""الزوج"" للدلالة على المرأة والرجل معا وهو الأفصح والأصح في اللغة. وفي مقابل هذه المعاني يأتي لفظ الزوج بصيغه المختلفة بمعنى الصنف والنوع واللون سواء تعلق الأمر بنوع الإنسان: الذكر والأنثى، أو بنوع النبات والحيوان. أما الصيغ الفعلية من فعل (زوّج) فقد وردت خمس مرات، وجاء فعل التزويج في جلها منسوبا إلى الله عز وجل.
وبالتأمل في هذه الموارد جميعا يمكن أن نستنتج أن الدلالة العامة للفظ الزوج بمختلف صيغه لا تكاد تخرج عن معنى الصنف والنوع، ثم يتفرع ذلك المعنى ليشمل: النوع الإنساني، أي المرأة والرجل، ثم النوع غير الإنساني، أي الحيوان والنبات وسائر الكائنات، وهذا يؤكد إلى حد ما ما ذكرناه سابقا في مفهوم الأنثى الذي يدل على النوع المكمل للإنسان، ولذلك يأتي ذكرها في الغالب مقرونا بالنوع المقابل لها: الذكر.
إلا أن أهم ما يميز مفهوم الزوج: هو التأكيد - من خلال هذه الصيغة على معنى الاقتران- وهو الأصل الدلالي للكلمة – ومعنى المقابلة الدالة على التكامل، حيث لا يمكن أن نذكر ""الزوج"" إلا ويتبادر إلى أذهاننا وجود مقابل له، ومقترن به، وأما ورود لفظ الزوج بصيغة المثنى والجمع فهو تأكيد على معنى الزوجية والثنائية.
ومما يميز لفظ الزوج أيضا دلالته على الوحدة والمساواة بين النوعين، فالمرأة والرجل معا يؤولان إلى جنس الإنسان، لكن المثير في هذا المعنى أنه ينطوي على تنوع داخل هذا الجنس، وهو التنوع المؤدي إلى التقابل، والمستلزم للتكامل، بحيث لا تستقيم حياة الجنسين معا إلا بهذا التكامل، فلا يستقيم وجود زوج إلا بوجود زوجه. وهذا الأمر لا يقتصر على جنسي الإنسان فحسب، بل يشمل سائر الأنواع والمخلوقات.
وإذا تبين هذا، علمنا أن المرأة / الزوج ما هي إلا جزء من الأجزاء المكوّنة للوجود الإنساني، والمتناغمة مع الوجود الكوني عامة. وهي مع ذلك جزء لا يستقيم الوجود الإنساني ولا تكتمل صورة الوجود الكوني بدونه. والظاهر أن دلالة لفظ الزوج على المرأة هي الغالبة على استعمال لفظ الزوج في القرآن، وداخل هذا المعنى العام يمكن أن نميز بين مجالات مختلفة تحدث فيها القرآن عن المرأة الزوج:
- فجاء حديثه عن قضية الخلق: خلق المرأة الأولى (حواء) من آدم عليه السلام، ثم خلق المرأة (الأنثى) من نطفة الرجل.
- ثم تحدث القرآن الكريم عن الزوج ضمن قصة آدم مع الشيطان ــــ وهي من أهم القصص المحددة لطبيعة المرأة في القرآن.
- وتحدث عن الأزواج، في سياق قصصي، لكل قصة منها دلالة ومغزى.
- ثم جاء حديث القرآن عن المرأة / الزوج، في موارد كثيرة ضمن سياق تشريعي، باعتبارها جزءا من الأسرة وقسيما للرجل تربطها به علاقات متشابكة تؤول جميعها إلى رابطة الزوجية، ليس الزوجية الكلية العامة التي تجمع المخلوقات جميعا، بل الزوجية التوافقية الناتجة عن عقد الزواج القائم على الرضا والقبول. وكما عالج القرآن الكريم قضايا الزواج، عالج بنفس المنهج قضايا الطلاق وغيره من الحالات التي تنفك فيها عُرى رابطة الزوجية بسبب الخلاف بين الزوجين كالظهار والإيلاء واللعان. بل وكذلك الحالات التي تنفك فيها هذه العرى بسبب الموت أو بسبب اختلاف الدين والعقيدة. هذا إلى جانب قضايا وأحكام أخر، فضلا عن توجيهات عامة تعين على التمكين لعلاقة الزوجية وترسيخها على أسس سليمة.

والملاحظ أن أغلب موارد مفهوم الزوج في هذا القسم المتعلق بالتشريعات والأحكام، تتعلق بالزواج وما يضادّه من افتراق سواء أكان إراديا أو غير إرادي، كما أننا يمكن أن نميز في هذه التشريعات بين ما جاء خاصا بالنبي ﷺ وأزواجه، وما جاء عاما له ولأمته. وتجدر الإشارة إلى أن القرآن الكريم لا يستعمل لفظ ""الزواج""، وإنما ورد فيه فعل ""التزويج"" (زوّجناكم ـــ نزوّجهم ـــ زُوّجت) من زوّج يُزوّج بمعنى قرن وجمع بين زوجين، ومصدر الفعل زوّج هو ""التزويج"" وهو الأصح في الدلالة على ما نقصده عادة بلفظ ""الزواج""، إلا أن هذا اللفظ شاع استعماله أكثر. ويستعمل القرآن لفظ ""النكاح"" للدلالة على (الزواج) فيقصد به أحيانا الوطء وأحيانا العقد، على خلاف بين اللغويين والمفسّرين.
- ثم يأتي حديث القرآن عن الزوج في الآخرة حيث يبيّن مآلها يوم القيامة من خلال صورتين: الأولى: تكون فيها زوجا للرجل المؤمن من أهل الجنة، والثانية: تكون فيها مع زوجها غير المؤمن تَصلى معه نفس العذاب ــــ وهذا فيه إشارة إلى معنى الاقتران الذي يدل عليه لفظ الزوج في اللغة.

5. الأهل، إذا تتبعنا لفظ "" الأهل"" في القرآن الكريم، وجدناه كثير الورود، فهو عموما يرد 127 مرة، لكن ما يقرب من نصف هذه الموارد جاء اللفظ فيه مضافا إلى غير الرجل؛ أي إلى ديانة أو بلد (أهل الكتاب وأهل الإنجيل وأهل القرية وأهل البيت). وما يزيد على نصف هذه الموارد، أي في ثلاث وسبعين موضعا، جاء لفظ الأهل للدلالة على الأسرة أحيانا، وعلى المرأة خاصة أحيانا أخرى. لكن وروده بمعنى الأسرة أكثر. وإذا كان الغالب على لفظ الأهل أن يضاف إلى الرجل، فإننا نجده في موضع واحد يضاف إلى النساء في قوله تعالى من سورة النساء:{فانكحوهن بإذن أهلهن}. الذي جاء في سياق الحديث عن الزواج بغير الحرائر من النساء. فدل الأهل بالنسبة للمرأة على مولاها الذي هو وليها في الزواج. وسمي مولاها (أهلا) لها لما يجمعهما من صلة الموالاة. وإذا نظرنا في المعنى الأول الذي يأتي فيه اللفظ للدلالة على أسرة الرجل عموما، نجد أن القرآن الكريم يحدد سمات هذه الأسرة في عنصرين أساسيين هما: النسب والدين.
أما العنصر الأول فهو ثابت لا يتغير، لأنه يشكل قوام الأسرة، ويحدد العنصر البشري المكون لها، إذا النسب هو ما يحدد لنا أفراد الأسرة من أبناء وحفدة وإخوة وأعمام... إلى أخر التشعبات والامتدادات التي تتجه صعودا ونزولا.
وأما العنصر الثاني وهو الدين، فهو متغير، مع أنه يشكل القوام الروحي للأسرة، وهو متغير نظرا لخاصية الاختيار والحرية التي خص الله عز وجل بها الإنسان اتجاه الدين، فكثيرا ما نجد أهل الرجل ــــ أي أسرته ــــ يجمعه وإياهم النسب، ولا يجمعه وإياهم الدين والعقيدة.
ولحكمة بالغة جعل الله عز وجل ""الدين"" عنصرا متغيرا في بناء الأسرة، قد يكون من تجلياتها: إجراء سنة التدافع التي لولاها لفسدت الأرض. ولعل في قصص بعض الأنبياء التي وردت في القرآن الكريم وورد فيها لفظ ""الأهل"" ما يؤكد هذا الأمر، كقصة نوح مع ابنه.
ولهذا كان المجال الذي ورد فيه لفظ الأهل بمعنى الأسرة في القرآن الكريم، في الغالب، مجال قصص الأنبياء، ونجد هذه الآيات في السور التي ساقت هذه القصص: كسورة يوسف، وهود، والنمل والأنبياء والقصص والصافات وطه والشعراء.
6. الصاحبة، يرد هذا اللفظ في القرآن الكريم أربع مرات، يدل فيها على المرأة الزوج، لكن المميز لهذه الموارد أنها استعملت في مجال عقدي، فتارة تأتي في سياق نفي المماثلة بين الله عز وجل وخلقه حيث نفى عن نفسه اتخاذ الزوج والأولاد ﴿بَدِيعُ السَّمَاوَاتِ وَالْأَرْضِ أَنَّى يَكُونُ لَهُ وَلَدٌ وَلَمْ تَكُنْ لَهُ صَاحِبَةٌ وَخَلَقَ كُلَّ شَيْءٍ وَهُوَ بِكُلِّ شَيْءٍ عَلِيمٌ ۝١٠١﴾،  وتارة تأتي في سياق وصف هول يوم القيامة حيث ﴿وَصَاحِبَتِهِ وَبَنِيهِ ۝٣٦﴾. واستعمال لفظ الصاحبة هنا للدلالة على الزوج له ما يبرره، لأنه أكثر الألفاظ دلالة على الملازمة بين الزوجين ولذلك كانت الصحبة أبلغ من الاجتماع، لأنها تقتضي طولا في مدة الملازمة أكثر مما يقتضيه الاجتماع. ولهذا استعمله القرآن الكريم للدلالة على هول يوم القيامة حيث تنفك عرى الزوجية ويذهل كل زوج عن زوجه رغم ما كان يجمعهما من ملازمة دائمة، كما استعمل القرآن هذا اللفظ بالذات لتنزيه الله عز وجل عن اتخاذ الزوج الذي يعد سمة للطبيعة الإنسانية.
7. الحليلة، جاء هذا اللفظ في القرآن الكريم مرة واحدة في صيغة الجمع (حلائل) للدلالة على المرأة في سياق ذكر المحرمات من النساء في الزواج: ﴿حُرِّمَتْ عَلَيْكُمْ أُمَّهَاتُكُمْ وَبَنَاتُكُمْ وَأَخَوَاتُكُمْ وَعَمَّاتُكُمْ وَخَالَاتُكُمْ وَبَنَاتُ الْأَخِ وَبَنَاتُ الْأُخْتِ وَأُمَّهَاتُكُمُ اللَّاتِي أَرْضَعْنَكُمْ وَأَخَوَاتُكُمْ مِنَ الرَّضَاعَةِ وَأُمَّهَاتُ نِسَائِكُمْ وَرَبَائِبُكُمُ اللَّاتِي فِي حُجُورِكُمْ مِنْ نِسَائِكُمُ اللَّاتِي دَخَلْتُمْ بِهِنَّ فَإِنْ لَمْ تَكُونُوا دَخَلْتُمْ بِهِنَّ فَلَا جُنَاحَ عَلَيْكُمْ وَحَلَائِلُ أَبْنَائِكُمُ الَّذِينَ مِنْ أَصْلَابِكُمْ وَأَنْ تَجْمَعُوا بَيْنَ الْأُخْتَيْنِ إِلَّا مَا قَدْ سَلَفَ إِنَّ اللَّهَ كَانَ غَفُورًا رَحِيمًا ۝٢٣﴾،  والتعبير بالحليلة يحيل على معنى الحلال فالمرأة حلال الرجل بموجب الزوجية، وقد يحيل أيضا على معنى الحلول، إذ المرأة تحل مع الزوج في مكان واحد.
8. البنت، ورد لفظ البنت في القرآن الكريم، تسع عشرة مرة، مرة واحدة بصيغة الإفراد ومرة واحدة بصيغة التثنية وباقي الموارد بصيغة الجمع، وبالنظر في هذه الموارد نجد اللفظ حاضرا في مجالات ثلاثة: في مجال القصص القرآني، حيث يحضر في قصة لوط وقصة موسى، وقصة مريم عليهم السلام، وفي مجال الأحكام العقدية، حيث ذكر لفظ البنات في مقابل البنين عند حديث القرآن عن بعض العقائد الفاسدة لدى المشركين كادعاء البنات والبنين لله سبحانه، وادعاؤهم أن الملائكة بنات الله سبحانه، وأما في مجال الأحكام التشريعية، فقد ذكرت البنت ضمن تشريعات الزواج، حيث اعتبرت البنت من المحرمات في الزواج، والبنت بهذا المفهوم تطلق على الفرع من الرجل وإن نزل، أي على البنت وبنت البنت وهكذا، وذكرت في نفس السياق بنات الأخ، اللاتي يدخلن ضمن فروع الآباء. وبهذا يأتي لفظ البنت ليدل على موقع للمرأة داخل الأسرة، فالبنت تمثل فروع الرجل، وفروع الآباء، وفروع الأجداد أيضا (كبنات العمومة والخؤولة).
9. الأخت، يرد لفظ الأخت بصيغ الإفراد والتثنية والجمع، أربع عشرة مرة، ويستعمل غالبا للدلالة على المرأة المشاركة للرجل في النسب، واستعمل في موضعين للدلالة على المشاركة في الصفة كما في قوله عز وجل ﴿قَالَ ادْخُلُوا فِي أُمَمٍ قَدْ خَلَتْ مِنْ قَبْلِكُمْ مِنَ الْجِنِّ وَالْإِنْسِ فِي النَّارِ كُلَّمَا دَخَلَتْ أُمَّةٌ لَعَنَتْ أُخْتَهَا حَتَّى إِذَا ادَّارَكُوا فِيهَا جَمِيعًا قَالَتْ أُخْرَاهُمْ لِأُولَاهُمْ رَبَّنَا هَؤُلَاءِ أَضَلُّونَا فَآتِهِمْ عَذَابًا ضِعْفًا مِنَ النَّارِ قَالَ لِكُلٍّ ضِعْفٌ وَلَكِنْ لَا تَعْلَمُونَ ۝٣٨﴾،  أما باقي الموارد فجاء جزء منها في مجال تشريعي، ضمن موضوعات الإرث، والزواج، والحجاب، وآداب الاستأذان. وجاء جزء آخر في مجال القصص القرآني، ضمن قصتي مريم وموسى عليهما السلام.
تلك إذن ألفاظ دلت على المرأة في القرآن الكريم في أوضاع مختلفة: المرأة الأنثى والزوج والأم والوالدة والأخت والبنت، وهي تعكس جانبا من الحضور المميز للمرأة في القرآن الكريم.

## المرأة والرجل

### التكامل بين الرجل والمرأة
﴿يَا أَيُّهَا النَّاسُ اتَّقُوا رَبَّكُمُ الَّذِي خَلَقَكُمْ مِنْ نَفْسٍ وَاحِدَةٍ وَخَلَقَ مِنْهَا زَوْجَهَا وَبَثَّ مِنْهُمَا رِجَالًا كَثِيرًا وَنِسَاءً وَاتَّقُوا اللَّهَ الَّذِي تَسَاءَلُونَ بِهِ وَالْأَرْحَامَ إِنَّ اللَّهَ كَانَ عَلَيْكُمْ رَقِيبًا ۝١﴾ [النساء:1].
لقد أراد الله أن يلفتنا إلى قضية التكامل بين الرجل والمرأة، كقضية التكامل بين الليل والنهار. فلا يستطيع أحد ان يقول إن الليل والنهار متعاندان بل هما متكاملان يكمل كل منها الآخر.
أيضا الرجل والمرأة خلقهما الله سبحانه وتعالى متكاملين وليسا متعاندين. الرجل له وظيفته في السعي على الرزق، ورعاية زوجته وأولاده، وتوفير أسباب الحياة لهم. والمرأة لها مهمتها في رعاية البيت وإنجاب الأولاد. وتكون سكنا للزوج عندما يعود إلى بيته متعبا من حركة الحياة، تستقبله بابتسامة تمسح له شقاء اليوم ويجد كل مايحتاجه في بيته معدا، ولذلك قال الله تبارك وتعالى: ﴿وَمِنْ آيَاتِهِ أَنْ خَلَقَ لَكُمْ مِنْ أَنْفُسِكُمْ أَزْوَاجًا لِتَسْكُنُوا إِلَيْهَا وَجَعَلَ بَيْنَكُمْ مَوَدَّةً وَرَحْمَةً إِنَّ فِي ذَلِكَ لَآيَاتٍ لِقَوْمٍ يَتَفَكَّرُونَ ۝٢١﴾.

## كيد المرأة في القرآن
جاء وصف النساء بالكيد في ثلاث مواضع من القرآن الكريم، مرتين على لسان يوسف عليه السلام، ومرة على لسان العزيز في سورة يوسف: ﴿فَلَمَّا رَأَى قَمِيصَهُ قُدَّ مِنْ دُبُرٍ قَالَ إِنَّهُ مِنْ كَيْدِكُنَّ إِنَّ كَيْدَكُنَّ عَظِيمٌ ۝٢٨﴾. والكيد صفة مذكورة في مواضع كثيرة من القرآن، بعضها منسوب إلى الإنسان وبعضها منسوب إلى الشيطان، ومن الرجال الذين نسبت إليهم صالحون مؤمنون، ومنهم كفرة مفسدون، بل وردت وصفا لله سبحانه وتعالى مع المقابلة بين الكيد الالهى وكيد المخلوقات، وبغير مقابلة في آيات.
ويدخل في الكيد صفات كثيرة تمدح وتذم، وتطلب وتمنع، تشترك كلها في معاني التدبير والمعالجة والحيلة وقد يجمع الحميم والذميم منها قولهم: (الحرب مكيدة) لأنها تدبير ومعالجة وحيلة تتطلبها مواقف القتال، وقد تذم أحيانا في هذه المواقف، كما تذم في سواها.
ويقول الزمخشري: «وعن بعض العلماء: أنا أخاف من النساء أكثر مما أخاف من الشيطان؛ لأن الله تعالى يقول: (إن كيد الشيطـان كان ضعيفا) وقال للنساء: (إن كيدكن عظيم)».ولا شك أن كيد النساء عظيم، ولعل ذلك راجع إلى ضعفهن الجسدي، وقلة حيلتهن، مما يضطرهن إلى الكيد بشتى أنواعه، فيقع الرجال ضحايا لذلك الكيد.

## مكانة المرأة في القرآن

### مكانة المرأة في الحضارات القديمة
ربما كانت الحضارة المصرية القديمة هي الحضارة الوحيدة التي خولت المرأة «مركزا شرعيا» تعترف به الدولة والأمة، وتنال به حقوقا في الأسرة والمجتمع، تشبه حقوق الرجل فيها. أما الحضارات الأخرى فكل مانالته المرأة فيها من مكانة مرضية، فإنما كانت تناله بباعث من بواعث العاطفة على حاليها من حميد وذميم. وربما نالت المرأة حظا من الاهتمام بها في عصور الترف والبذخ، التي تنتهي إليها الحضارات الكبرى. وتناله لأنه مطلب من مطالب المتعة والوجاهة الاجتماعية، وقد نالت هذا الاهتمام في أوج الحضارة الرومانية مع بقائها قانونا وعرفا في منزلة تقارب منزلة الرقيق من وجهة الحقوق الشرعية والنظرة الأدبية.
في حضارة مانو بالهند لم تكن تعرف للمرأة حقا مستقلا عن حق أبيها أو زوجها أو ولدها في حالة وفاة الأب والزوج، فإذا انقطع هؤلاء جميعا وجب أن تنتمي إلى رجل من أقارب زوجها في النسب ولن تستقل بنفسها في أي حال من الأحوال، ومقضي عليها أن تموت يوم موت زوجها وأن تحرق معه على موقد واحد وقد دامت هذه العادة حتى القرن السابع عشر، وبطلت بعد ذلك على كره من أصحاب الشعائر الدينية. ومذهب الرومان القدماء كذلك يشبه الهنود القدماء في الحكم على المرأة بالقصورحيث كانت لها علاقة بالآباء أو الأزواج أو الأبناء، وشعارهم الذي تداولوه إبان حضارتهم أن قيد المرأة لاينزع، ونيرها لايخلع. على عكس الحضارة المصرية بإكرام المرأة وتخويلها حقوق شرعية قريبة من حقوق الرجل، فكان لها أن تملك وأن ترث وأن تتولى أمر اسرتها في غياب من يعولها.

### مكانة المرأة في القرآن
جاء القرآن الكريم إلى هذه البلاد كما جاء إلى بلاد العالم كله بحقوق مشروعة للمرأة لم يسبق إليها في دستور شريعة أو دستور دين. وأكرم من ذلك لها أنه رفعها من المهانة إلى مكانة الإنسان المعدود من ذرية آدم وحواء، بريئة من رجس الشيطان ومن حطة الحيوان.
وأعظم من جميع الحقوق الشرعية التي كسبتها المرأة من القرآن الكريم لأول مرة أنه رفع عنها لعنة الخطيئة الأبدية ووصمة الجسد المرذول، فكل من الزوجين قد وسوس له الشيطان وأستحق الغفران بالتوبة والندم: ﴿فَأَزَلَّهُمَا الشَّيْطَانُ عَنْهَا فَأَخْرَجَهُمَا مِمَّا كَانَا فِيهِ وَقُلْنَا اهْبِطُوا بَعْضُكُمْ لِبَعْضٍ عَدُوٌّ وَلَكُمْ فِي الْأَرْضِ مُسْتَقَرٌّ وَمَتَاعٌ إِلَى حِينٍ ۝٣٦﴾،  ﴿قَالَا رَبَّنَا ظَلَمْنَا أَنْفُسَنَا وَإِنْ لَمْ تَغْفِرْ لَنَا وَتَرْحَمْنَا لَنَكُونَنَّ مِنَ الْخَاسِرِينَ ۝٢٣﴾.
ونجد القرآن الكريم يصف المرأة بأنّها أحد شطري البنية الإنسانية ويقول: ﴿يَا أَيُّهَا النَّاسُ إِنَّا خَلَقْنَاكُمْ مِنْ ذَكَرٍ وَأُنْثَى وَجَعَلْنَاكُمْ شُعُوبًا وَقَبَائِلَ لِتَعَارَفُوا إِنَّ أَكْرَمَكُمْ عِنْدَ اللَّهِ أَتْقَاكُمْ إِنَّ اللَّهَ عَلِيمٌ خَبِيرٌ ۝١٣﴾،  فالأُنثى مثل الذكر يشكلان أساس المجتمع دون فرق بينهما.
ويأبى القرآن للمسلم أن يتبرم بذرية البنات وأن يتلقى ولادتهن بالعبوس والانقباض:﴿وَإِذَا بُشِّرَ أَحَدُهُمْ بِالْأُنْثَى ظَلَّ وَجْهُهُ مُسْوَدًّا وَهُوَ كَظِيمٌ ۝٥٨﴾ ﴿يَتَوَارَى مِنَ الْقَوْمِ مِنْ سُوءِ مَا بُشِّرَ بِهِ أَيُمْسِكُهُ عَلَى هُونٍ أَمْ يَدُسُّهُ فِي التُّرَابِ أَلَا سَاءَ مَا يَحْكُمُونَ ۝٥٩﴾. وتتساوى رعاية الإنسان لأبيه وأمه، كما تتساوى رعايته لبنيه وبناته، وقد تخص الأمهات بالتنويه في هذا المقام، فإذا وجب الإحسان للوالدين معا فالواحدة هي التي تعاني من آلام الحمل والوضع ما لا يعانيه الآباء: ﴿وَوَصَّيْنَا الْإِنْسَانَ بِوَالِدَيْهِ إِحْسَانًا حَمَلَتْهُ أُمُّهُ كُرْهًا وَوَضَعَتْهُ كُرْهًا وَحَمْلُهُ وَفِصَالُهُ ثَلَاثُونَ شَهْرًا حَتَّى إِذَا بَلَغَ أَشُدَّهُ وَبَلَغَ أَرْبَعِينَ سَنَةً قَالَ رَبِّ أَوْزِعْنِي أَنْ أَشْكُرَ نِعْمَتَكَ الَّتِي أَنْعَمْتَ عَلَيَّ وَعَلَى وَالِدَيَّ وَأَنْ أَعْمَلَ صَالِحًا تَرْضَاهُ وَأَصْلِحْ لِي فِي ذُرِّيَّتِي إِنِّي تُبْتُ إِلَيْكَ وَإِنِّي مِنَ الْمُسْلِمِينَ ۝١٥﴾.

### المرأة والقرار الأسري

#### حق اختيار الزوج
الآيات القرآنية التي يمكن أن يستفاد منها إمكانية المرأة التحكم في قرار إنشاء أسرة هي:
قال سبحانه وتعالى: ﴿وَإِذَا طَلَّقْتُمُ النِّسَاءَ فَبَلَغْنَ أَجَلَهُنَّ فَلَا تَعْضُلُوهُنَّ أَنْ يَنْكِحْنَ أَزْوَاجَهُنَّ إِذَا تَرَاضَوْا بَيْنَهُمْ بِالْمَعْرُوفِ ذَلِكَ يُوعَظُ بِهِ مَنْ كَانَ مِنْكُمْ يُؤْمِنُ بِاللَّهِ وَالْيَوْمِ الْآخِرِ ذَلِكُمْ أَزْكَى لَكُمْ وَأَطْهَرُ وَاللَّهُ يَعْلَمُ وَأَنْتُمْ لَا تَعْلَمُونَ ۝٢٣٢﴾.
وقال سبحانه وتعالى: ﴿يَا أَيُّهَا الَّذِينَ آمَنُوا لَا يَحِلُّ لَكُمْ أَنْ تَرِثُوا النِّسَاءَ كَرْهًا وَلَا تَعْضُلُوهُنَّ لِتَذْهَبُوا بِبَعْضِ مَا آتَيْتُمُوهُنَّ إِلَّا أَنْ يَأْتِينَ بِفَاحِشَةٍ مُبَيِّنَةٍ وَعَاشِرُوهُنَّ بِالْمَعْرُوفِ فَإِنْ كَرِهْتُمُوهُنَّ فَعَسَى أَنْ تَكْرَهُوا شَيْئًا وَيَجْعَلَ اللَّهُ فِيهِ خَيْرًا كَثِيرًا ۝١٩﴾.
قال تعالى: ﴿وَالَّذِينَ يُتَوَفَّوْنَ مِنْكُمْ وَيَذَرُونَ أَزْوَاجًا يَتَرَبَّصْنَ بِأَنْفُسِهِنَّ أَرْبَعَةَ أَشْهُرٍ وَعَشْرًا فَإِذَا بَلَغْنَ أَجَلَهُنَّ فَلَا جُنَاحَ عَلَيْكُمْ فِيمَا فَعَلْنَ فِي أَنْفُسِهِنَّ بِالْمَعْرُوفِ وَاللَّهُ بِمَا تَعْمَلُونَ خَبِيرٌ ۝٢٣٤﴾.
قال الله تعالى:﴿يَا أَيُّهَا النَّبِيُّ إِنَّا أَحْلَلْنَا لَكَ أَزْوَاجَكَ اللَّاتِي آتَيْتَ أُجُورَهُنَّ وَمَا مَلَكَتْ يَمِينُكَ مِمَّا أَفَاءَ اللَّهُ عَلَيْكَ وَبَنَاتِ عَمِّكَ وَبَنَاتِ عَمَّاتِكَ وَبَنَاتِ خَالِكَ وَبَنَاتِ خَالَاتِكَ اللَّاتِي هَاجَرْنَ مَعَكَ وَامْرَأَةً مُؤْمِنَةً إِنْ وَهَبَتْ نَفْسَهَا لِلنَّبِيِّ إِنْ أَرَادَ النَّبِيُّ أَنْ يَسْتَنْكِحَهَا خَالِصَةً لَكَ مِنْ دُونِ الْمُؤْمِنِينَ قَدْ عَلِمْنَا مَا فَرَضْنَا عَلَيْهِمْ فِي أَزْوَاجِهِمْ وَمَا مَلَكَتْ أَيْمَانُهُمْ لِكَيْلَا يَكُونَ عَلَيْكَ حَرَجٌ وَكَانَ اللَّهُ غَفُورًا رَحِيمًا ۝٥٠﴾.

#### حق عرض نفسها عليه
فكيلا تتعرض الحياة الزوجية للكراهية والانحلال اعترف الإسلام للمرأة البالغة الرشيدة بحريتها في اختيار الزوج وبحقها الكامل في قبوله أو عدم قبوله دون إكراه في ذلك. فالآيات القرآنية تنسب فعل النكاح للمرأة، والنكاح في الآيات المذكورة يقصد به الزواج أو كما يقول ابن
آثير عن ابن جريح عن مجاهد: «النكاح الحلال الطيب». كما تمنحهن الحق في التصرف في أنفسهن أو في جسمهن بحرية في إطار الحلال -المعروف- عبارة
«فيما فعلن في أنفسهن بالمعروف» التي وردت في الآية 234 والآية 240 «فلا جناح عليها أن تتزين وتتصنع وتتعرض للتزويج».

#### مباشرة المرأة عقد زواجها بنفسها
يقول سبحانه وتعالى: ﴿فَإِنْ طَلَّقَهَا فَلَا تَحِلُّ لَهُ مِنْ بَعْدُ حَتَّى تَنْكِحَ زَوْجًا غَيْرَهُ فَإِنْ طَلَّقَهَا فَلَا جُنَاحَ عَلَيْهِمَا أَنْ يَتَرَاجَعَا إِنْ ظَنَّا أَنْ يُقِيمَا حُدُودَ اللَّهِ وَتِلْكَ حُدُودُ اللَّهِ يُبَيِّنُهَا لِقَوْمٍ يَعْلَمُونَ ۝٢٣٠﴾.
وقال سبحانه وتعالى: ﴿وَإِذَا طَلَّقْتُمُ النِّسَاءَ فَبَلَغْنَ أَجَلَهُنَّ فَلَا تَعْضُلُوهُنَّ أَنْ يَنْكِحْنَ أَزْوَاجَهُنَّ إِذَا تَرَاضَوْا بَيْنَهُمْ بِالْمَعْرُوفِ ذَلِكَ يُوعَظُ بِهِ مَنْ كَانَ مِنْكُمْ يُؤْمِنُ بِاللَّهِ وَالْيَوْمِ الْآخِرِ ذَلِكُمْ أَزْكَى لَكُمْ وَأَطْهَرُ وَاللَّهُ يَعْلَمُ وَأَنْتُمْ لَا تَعْلَمُونَ ۝٢٣٢﴾ [البقرة:232].
وقال سبحانه وتعالى: ﴿وَالَّذِينَ يُتَوَفَّوْنَ مِنْكُمْ وَيَذَرُونَ أَزْوَاجًا يَتَرَبَّصْنَ بِأَنْفُسِهِنَّ أَرْبَعَةَ أَشْهُرٍ وَعَشْرًا فَإِذَا بَلَغْنَ أَجَلَهُنَّ فَلَا جُنَاحَ عَلَيْكُمْ فِيمَا فَعَلْنَ فِي أَنْفُسِهِنَّ بِالْمَعْرُوفِ وَاللَّهُ بِمَا تَعْمَلُونَ خَبِيرٌ ۝٢٣٤﴾ [البقرة:234].
هذه الآيات الكريمة تجيز للمرأة أن تباشر عقد زواجها بنفسها، آما أنها تحذر الرجال أن يمنعوا المرأة هذا الحق. ولهذا فالمرأة المسلمة العاقلة الراشدة مستقلة بنفسها كليا في شؤونها الشخصية لأن صاحب الحق في الآيات القرآنية التي وردت في هذا الموضوع هي المرأة، حيث أسند الحق سبحانه أمر النكاح إليها وحدها سواء فيما يخص إبرام العقد أو التراضي عليه: فقوله سبحانه وتعالى «فلا تعضلوهن» معناه لا تعارضوهن أو «لا تمنعوهن أو لا تضيقوا عليهن في التزويج، وقد دلت هذه الآية من وجود على جواز النكاح إذا عقدت على نفسها بغير ولي ولا إذن وليها، أحدها إضافة العقد إليها من غير شرط إذن الولي، والثاني نهيه عن العضل إذا تراضى الزوجان». وهذا هو ما يؤكده كذلك قوله تعالى: «حتى تنكح غيره» حيث أضاف عقد النكاح إلى المرأة وحدها وقوله تعالى كذلك: «فلا جناح عليكم فيما فعلن في أنفسهن بالمعروف» حيث أجاز فعلها في نفسها من غير شرط الولي.

#### حق المرأة في مفارقة الزوج
قال الله تبارك وتعالى: ﴿الطَّلَاقُ مَرَّتَانِ فَإِمْسَاكٌ بِمَعْرُوفٍ أَوْ تَسْرِيحٌ بِإِحْسَانٍ وَلَا يَحِلُّ لَكُمْ أَنْ تَأْخُذُوا مِمَّا آتَيْتُمُوهُنَّ شَيْئًا إِلَّا أَنْ يَخَافَا أَلَّا يُقِيمَا حُدُودَ اللَّهِ فَإِنْ خِفْتُمْ أَلَّا يُقِيمَا حُدُودَ اللَّهِ فَلَا جُنَاحَ عَلَيْهِمَا فِيمَا افْتَدَتْ بِهِ تِلْكَ حُدُودُ اللَّهِ فَلَا تَعْتَدُوهَا وَمَنْ يَتَعَدَّ حُدُودَ اللَّهِ فَأُولَئِكَ هُمُ الظَّالِمُونَ ۝٢٢٩﴾.
لم يختلف العلماء أن المراد بالآية الكريمة أعلاه أخذ العوض على الفراق «والجمهور أيضا على جواز أخذ العوض على الطلاق، إن طابت به نفس المرأة ولم يكن إضرار بها. وأجمعوا على أنه إن كان عن إضرار بهن فهو حرام عليه. فقال مالك إذا ثبت الإضرار يمضي الطلاق ويرد عليها مالها» والحق أن الآية صريحة في تحريم أخذ العوض عن الطلاق إلا إذا خيف فساد المعاشرة، بألا تحب المرأة زوجها، فإن الله أكد هذا الحكم إذا قال: «إلا أن يخافا ألا يقيما حدود الله».

### حق الملكية الفردية للمرأة
قال سبحانه وتعالى: ﴿وَلَا تَتَمَنَّوْا مَا فَضَّلَ اللَّهُ بِهِ بَعْضَكُمْ عَلَى بَعْضٍ لِلرِّجَالِ نَصِيبٌ مِمَّا اكْتَسَبُوا وَلِلنِّسَاءِ نَصِيبٌ مِمَّا اكْتَسَبْنَ وَاسْأَلُوا اللَّهَ مِنْ فَضْلِهِ إِنَّ اللَّهَ كَانَ بِكُلِّ شَيْءٍ عَلِيمًا ۝٣٢﴾.
وقال تعالى: ﴿وَابْتَلُوا الْيَتَامَى حَتَّى إِذَا بَلَغُوا النِّكَاحَ فَإِنْ آنَسْتُمْ مِنْهُمْ رُشْدًا فَادْفَعُوا إِلَيْهِمْ أَمْوَالَهُمْ وَلَا تَأْكُلُوهَا إِسْرَافًا وَبِدَارًا أَنْ يَكْبَرُوا وَمَنْ كَانَ غَنِيًّا فَلْيَسْتَعْفِفْ وَمَنْ كَانَ فَقِيرًا فَلْيَأْكُلْ بِالْمَعْرُوفِ فَإِذَا دَفَعْتُمْ إِلَيْهِمْ أَمْوَالَهُمْ فَأَشْهِدُوا عَلَيْهِمْ وَكَفَى بِاللَّهِ حَسِيبًا ۝٦﴾.
وقال تعالى: ﴿لِلرِّجَالِ نَصِيبٌ مِمَّا تَرَكَ الْوَالِدَانِ وَالْأَقْرَبُونَ وَلِلنِّسَاءِ نَصِيبٌ مِمَّا تَرَكَ الْوَالِدَانِ وَالْأَقْرَبُونَ مِمَّا قَلَّ مِنْهُ أَوْ كَثُرَ نَصِيبًا مَفْرُوضًا ۝٧﴾. وقال تعالى: ﴿الطَّلَاقُ مَرَّتَانِ فَإِمْسَاكٌ بِمَعْرُوفٍ أَوْ تَسْرِيحٌ بِإِحْسَانٍ وَلَا يَحِلُّ لَكُمْ أَنْ تَأْخُذُوا مِمَّا آتَيْتُمُوهُنَّ شَيْئًا إِلَّا أَنْ يَخَافَا أَلَّا يُقِيمَا حُدُودَ اللَّهِ فَإِنْ خِفْتُمْ أَلَّا يُقِيمَا حُدُودَ اللَّهِ فَلَا جُنَاحَ عَلَيْهِمَا فِيمَا افْتَدَتْ بِهِ تِلْكَ حُدُودُ اللَّهِ فَلَا تَعْتَدُوهَا وَمَنْ يَتَعَدَّ حُدُودَ اللَّهِ فَأُولَئِكَ هُمُ الظَّالِمُونَ ۝٢٢٩﴾ [البقرة:229].
إن الإسلام أقر للمرأة الملكية الفردية كاملة، وجعل ذلك حقا أصيلا لها وهو أحد حقوقها المدنية، ومن ثم فالإسلام اعترف لها بشخصيتها المدنية الكاملة وبحريتها المطلقة في التصرف في أموالها وممتلكاتها، وبحقها كالرجل في أن تكون لها ذمة مالية مستقلة، لتحقيق كيانها الذاتي/البشري وكيانها الاقتصادي، وأنه من هنا كانت المساواة في حق التملك والكسب بين الرجال والنساء، وإلى هذه الحقيقة أشار القران الكريم بألفاظ متساوية: «للرجال نصيب مما اكتسبوا وللنساء نصيب مما اكتسبن». وبذلك فمن حق الزوجة إبرام جميع التصرفات القانونية، وإدارة أموالها بالطرق التي تختارها ولا رقابة للزوج على أموال زوجته. كما يحرم على الزوج أن يأخذ شيئا من مال زوجته بغير رضاها.

## نساء تحدث عنهن القرآن
خلق الله - تعالى - آدمَ من طين، ثم جعل نسل البشرية كلها من آدم وحوَّاء (ذكر وأنثى)، فالمرأة عنصر أساس في الوجود البشري، ولها شأن في ذلك أكبر من دور الرجل؛ فهي التي تحمل أفراد البشرية في بطنها، وهي التي تتحمَّل الآلام في هذا الحمل، ومن ثَمَّ عند الوضع، ويستمرُّ دورها الفعَّال والمتميِّز بتقديم الغذاء والرعاية والعناية بالصِّغار؛ حتى تشتدَّ أعوادهم وتَقْوَى سواعدهم ويستغنوا عن الرعاية.
وقد كان للمرأة في القرآن الكريم دَوْرٌ في توجيه الأحكام إليها وتلقِّيها لهذه الأحكام الإلهيَّة، كما أن لها ذكرًا في كلِّ مجالٍ يذكر فيه العمل والأجر (للرجل والمرأة) فالله - تعالى - يقول: ﴿مَنْ عَمِلَ صَالِحًا مِنْ ذَكَرٍ أَوْ أُنْثَى وَهُوَ مُؤْمِنٌ فَلَنُحْيِيَنَّهُ حَيَاةً طَيِّبَةً وَلَنَجْزِيَنَّهُمْ أَجْرَهُمْ بِأَحْسَنِ مَا كَانُوا يَعْمَلُونَ ۝٩٧﴾.
وكذلك يقول: ﴿إِنَّ الْمُسْلِمِينَ وَالْمُسْلِمَاتِ وَالْمُؤْمِنِينَ وَالْمُؤْمِنَاتِ وَالْقَانِتِينَ وَالْقَانِتَاتِ وَالصَّادِقِينَ وَالصَّادِقَاتِ وَالصَّابِرِينَ وَالصَّابِرَاتِ وَالْخَاشِعِينَ وَالْخَاشِعَاتِ وَالْمُتَصَدِّقِينَ وَالْمُتَصَدِّقَاتِ وَالصَّائِمِينَ وَالصَّائِمَاتِ وَالْحَافِظِينَ فُرُوجَهُمْ وَالْحَافِظَاتِ وَالذَّاكِرِينَ اللَّهَ كَثِيرًا وَالذَّاكِرَاتِ أَعَدَّ اللَّهُ لَهُمْ مَغْفِرَةً وَأَجْرًا عَظِيمًا ۝٣٥﴾.
فقد تحدَّث القرآن الكريم حديثًا خاصًّا عن بعض النساء الصالحات أو غير الصالحات، وخصَّهن بالذِّكر، وقد بلغ عدد النساء اللاتي تحدَّث القرآن الكريم عنهنَّ حديثًا خاصًّا وبذكر الاسم أو الصفة سبع عشرة امرأة، ثلاث منهن كافرات طالِحات، وأربع عشرة منهن مؤمِنات صالحات.

### النساء الطالحات

#### امرأة نوح
وردَتْ إشارات غير مباشِرة عنها في قول الله - تعالى -: ﴿فَأَوْحَيْنَا إِلَيْهِ أَنِ اصْنَعِ الْفُلْكَ بِأَعْيُنِنَا وَوَحْيِنَا فَإِذَا جَاءَ أَمْرُنَا وَفَارَ التَّنُّورُ فَاسْلُكْ فِيهَا مِنْ كُلٍّ زَوْجَيْنِ اثْنَيْنِ وَأَهْلَكَ إِلَّا مَنْ سَبَقَ عَلَيْهِ الْقَوْلُ مِنْهُمْ وَلَا تُخَاطِبْنِي فِي الَّذِينَ ظَلَمُوا إِنَّهُمْ مُغْرَقُونَ ۝٢٧﴾.
ففي قوله - تعالى -: ﴿ إِلاَّ مَنْ سَبَقَ عَلَيْهِ الْقَوْلُ مِنْهُمْ ﴾ المؤمنون، إشارة عامَّة إلى الذين لم يؤمنوا بدعوة نوحٍ - عليه السلام - من أهله؛ وهما ابنه وامرأته، كما يُفهَم ذلك من آيات أخرى صرَّحت بذكر امرأة نوح، وذلك في قوله - تعالى -: ﴿ضَرَبَ اللَّهُ مَثَلًا لِلَّذِينَ كَفَرُوا امْرَأَةَ نُوحٍ وَامْرَأَةَ لُوطٍ كَانَتَا تَحْتَ عَبْدَيْنِ مِنْ عِبَادِنَا صَالِحَيْنِ فَخَانَتَاهُمَا فَلَمْ يُغْنِيَا عَنْهُمَا مِنَ اللَّهِ شَيْئًا وَقِيلَ ادْخُلَا النَّارَ مَعَ الدَّاخِلِينَ ۝١٠﴾.
فامرأة نوح مثَلٌ للذين كفروا، وهي على رغم كونها زوجة لَصِيقة بزوجها نوح، لم تفتح قلبها لدعوته، وبقِيَتْ على ضلالات قومها، وتعلُّقها بأصنامهم المتعدِّدة، وكانت بذلك قد خانَتْ زوجها ودعوته، واستحقَّت بذلك عقوبتين:
الأولى: في الدنيا إذ غرقت مع الغارقين.
والثانية: في الآخرة؛ فكانت من أهل النار.
ولنا في هذا الموقف عِظَة وعبرة كبيرة، فإن الصلة الأسرية بالنبي أو بالصالحين من عِبَاد الله لا تُعطِي صاحبها أفضليَّة على الآخَرين ولا درجةً ولا قبولاً في الآخرة؛ ولذلك قال الرسول - صلَّى الله عليه وسلَّم - مُخاطِبًا ذوي قرابته: ((... اعملوا؛ فإني لا أُغنِي عنكم من الله شيئًا)).
فأقرباء النبي - عليه السلام - وأقرباء الصحابة أو ذوو الشأن والعُلَماء، لا يُغنِي عنهم هؤلاء من الله شيئًا، ما دام نبي الله نوح لم يغنِ عن زوجته شيئًا، ولم يمنع عنها عذاب الله، أمَّا إذا كانت مؤمنة صالحة وهي زوجةٌ لنبيٍّ فسيكون أجرها - بإذن الله - مضاعفًا، وكذلك كلُّ مَن له صلة قرابة بالصالحين لا يستغني بهم عن عمله الصالح أبدًا، وإذا وصل الأمر إلى حدِّ الكفر فلن تكون له شفاعة.

#### امرأة لوط
وهي مثَلٌ آخَر للذين كفروا، ولم يغنِ عنها كونها زوجة لنبيٍّ من أنبياء الله ما دامَتْ غير مؤمنة برسالته، وهي في هذه الآية السابقة حكم عليها بالكفر صراحة، وقد ورد ذكرها بصورة واضحة في ثماني آيات أُخرَيَات من سُوَرٍ متعدِّدة، وكلها يحكم عليها فيها بعدم السلامة من عذاب الله في الدنيا، وأنها سيُصِيبها ما يُصِيب قومها من عذاب الله ﴿قَالُوا يَا لُوطُ إِنَّا رُسُلُ رَبِّكَ لَنْ يَصِلُوا إِلَيْكَ فَأَسْرِ بِأَهْلِكَ بِقِطْعٍ مِنَ اللَّيْلِ وَلَا يَلْتَفِتْ مِنْكُمْ أَحَدٌ إِلَّا امْرَأَتَكَ إِنَّهُ مُصِيبُهَا مَا أَصَابَهُمْ إِنَّ مَوْعِدَهُمُ الصُّبْحُ أَلَيْسَ الصُّبْحُ بِقَرِيبٍ ۝٨١﴾.
والآيات الباقيات تجعلها مُستَثناةً من النجاة من عذاب الله في الدنيا، فقد تكفَّل الله للوطٍ وأهله بالنجاة؛ قال الله - تعالى -: ﴿فَأَنْجَيْنَاهُ وَأَهْلَهُ إِلَّا امْرَأَتَهُ قَدَّرْنَاهَا مِنَ الْغَابِرِينَ ۝٥٧﴾،  ﴿إِلَّا امْرَأَتَهُ قَدَّرْنَا إِنَّهَا لَمِنَ الْغَابِرِينَ ۝٦٠﴾،  ﴿قَالَ إِنَّ فِيهَا لُوطًا قَالُوا نَحْنُ أَعْلَمُ بِمَنْ فِيهَا لَنُنَجِّيَنَّهُ وَأَهْلَهُ إِلَّا امْرَأَتَهُ كَانَتْ مِنَ الْغَابِرِينَ ۝٣٢﴾،  ﴿إِلَّا عَجُوزًا فِي الْغَابِرِينَ ۝١٧١﴾.

#### امرأة أبي لهب
وهي زوجة عمِّ الرسول - صلَّى الله عليه وسلَّم - (عبدالعُزَّى) الذي كان يُؤذِي رسولَ الله - صلَّى الله عليه وسلَّم - وتُشارِكه في ذلك زوجته، أذًى ماديًّا بنَثْرِ الشَّوْك في طريق الرسول - عليه السلام - وهو جارٌ لهم، وأذًى معنويًّا عندما عمِلاَ على تطليق ابنتيه اللتَين قد خطبتا لولديهما.
وهي أروى بنت حرب بن أُمَيَّة أُخْتُ أبي سفيان بن حرب ،وكنيتها أمِّ جميل المعروفة بحمَّالة الحطب، كما وصَفَها القرآن الكريم، وقد خصَّها الله - تعالى - مع زوجها بإحدى قِصار السُّوَر وهي سورة المسد: ﴿ تَبَّتْ يَدَا أَبِي لَهَبٍ وَتَبَّ * مَا أَغْنَى عَنْهُ مَالُهُ وَمَا كَسَبَ * سَيَصْلَى نَارًا ذَاتَ لَهَبٍ * وَامْرَأَتُهُ حَمَّالَةَ الْحَطَبِ * فِي جِيدِهَا حَبْلٌ مِنْ مَسَدٍ ﴾ المسد: 1- 5.

### النساء الصالحات

#### أمنا حواء
لم يذكرها القرآنُ الكريم بالاسم، إنما ذكرها على أنها زوجُ أبينا آدم - عليه السلام. وقد كانت سكنًا لزوجها، وجد عندها الاستقرارَ النفسي والمودة في الجنة، وكان لها دورٌ إلى جانب دور آدم في الخروج من الجنة والهبوط منها للعيش في الأرض، مع تحملِ العناء والشقاء في سبيل الحصول على حاجاتهما الضرورية، بعد أن كان ذلك موفرًا لهما في الجنة من غيرِ شقاء.
وإذا كانت كتبُ غيرِ المسلمين تحمل حواء وحدها المسؤولية في هذا الخروج، فتدَّعي أنَّها هي التي أكلت، وهي التي أغرتْ وأغوت آدمَ على مخالفة الأمر الإلهي، فإنَّ القرآنَ الكريم يجعلهما شريكين في المسؤوليةِ عن هذه المخالفة ﴿فَوَسْوَسَ لَهُمَا الشَّيْطَانُ لِيُبْدِيَ لَهُمَا مَا وُورِيَ عَنْهُمَا مِنْ سَوْآتِهِمَا وَقَالَ مَا نَهَاكُمَا رَبُّكُمَا عَنْ هَذِهِ الشَّجَرَةِ إِلَّا أَنْ تَكُونَا مَلَكَيْنِ أَوْ تَكُونَا مِنَ الْخَالِدِينَ ۝٢٠﴾،  وأحيانًا يفردُ آدم بالمسؤولية، فيقول: ﴿فَوَسْوَسَ إِلَيْهِ الشَّيْطَانُ قَالَ يَا آدَمُ هَلْ أَدُلُّكَ عَلَى شَجَرَةِ الْخُلْدِ وَمُلْكٍ لَا يَبْلَى ۝١٢٠﴾،  واشتركا في مسؤولية الأكل فأكلا منها، ولما ذاقا الشجرةَ بدت لهما سوءاتُهما، واستحقَّا بهذه المخالفةِ الإخراج من الجنَّةِ والشقاء في الأرض.

#### سارة وهاجر
ومن النساءِ اللواتي أثنى عليهنَّ القرآنُ الكريم سارة، زوج إبراهيم الخليل - عليه السلام - وهاجر أم إسماعيل. أمَّا سارة فهي من قريباتِ إبراهيم - عليه السلام - وقد آمنتْ وهاجرت معه إلى فلسطين، وقد قدَّمَ لها ملك مصر امرأةً لتخدمَها وتكون جارية لها؛ هي هاجر (أم إسماعيل)، وعندما أحستْ بتقدمِ سنِّها وبلوغها سن اليأس (عجوز عقيم) - ولحبِّها لزوجِها - زوَّجته من جاريتها لعلَّ الله يرزقه منها غلامًا، وقد كان ذلك، فقد حملت هاجر وولدت لإبراهيم إسماعيل - عليهما السلام - وأوحى الله إلى إبراهيم ما أوحى، فأخذ هاجرَ وابنَها إسماعيل من فلسطين إلى الحجازِ إلى الوادي غير ذي الزرع، إلى حيث مكة الآن، كما أمره الله - تعالى.فسارةُ مؤمنة، يقول لها إبراهيم وهما في مصر: «والله ما على الأرضِ مؤمن غيري وغيرك»، وتظهرُ لها الملائكة - ضيف إبراهيم - بصورةِ الضيوف، ويبشرونها بإسحاق، ومن وراءِ إسحاق يعقوب، ولدًا لها تقرُّ به عينُها، وتسعد بحفيدِها منه، ويمجدها القرآنُ الكريم بمخاطبةِ الملائكة لها؛ ﴿قَالُوا أَتَعْجَبِينَ مِنْ أَمْرِ اللَّهِ رَحْمَةُ اللَّهِ وَبَرَكَاتُهُ عَلَيْكُمْ أَهْلَ الْبَيْتِ إِنَّهُ حَمِيدٌ مَجِيدٌ ۝٧٣﴾.

#### امرأة العزيز
وهذه امرأةٌ شغل الحديث عنها آيات كثيرة من سورة يوسف، إنها امرأة كانت ترفلُ في ثيابِ الترف والنعيم، وتتسلح بقوةِ السلطان، وتنهل من متعِ الحياة؛ حلالها وحرامها، فلا يمنعها مانعٌ أخلاقي من مراودةِ فتاها يوسف في صباه وجماله، ويحطم كبرياءها بعفتِه وورعه، فتتهمه بما ترتكبُه من إثم، وتزداد إصرارًا على إغوائه عندما يشيعُ خبرُها بين نساءِ المدينة، فتحيك له المؤامرةَ معهنَّ حتى يدخلنه السِّجن، لامتناعه عن مطاوعتهنَّ على الرذيلة، ولكنَّها وبعد بضعِ سنين تقف موقفًا فيه جرأة وصراحة، وفيه ندم واعتراف بالذَّنب (وتوبة)، وتبرئة لساحةِ يوسف - عليه السلام.
﴿قَالَ مَا خَطْبُكُنَّ إِذْ رَاوَدْتُنَّ يُوسُفَ عَنْ نَفْسِهِ قُلْنَ حَاشَ لِلَّهِ مَا عَلِمْنَا عَلَيْهِ مِنْ سُوءٍ قَالَتِ امْرَأَةُ الْعَزِيزِ الْآنَ حَصْحَصَ الْحَقُّ أَنَا رَاوَدْتُهُ عَنْ نَفْسِهِ وَإِنَّهُ لَمِنَ الصَّادِقِينَ ۝٥١﴾،  إنه اعترافٌ بالذنب وتبرئة لمن اتهمته وأدخلته السجن بريئًا، وزادت على ذلك أنْ علَّلتْ موقفَها هذا وعودتها إلى الحقِّ والصواب، فهي تكنُّ له كلَّ احترامٍ وتقدير، فتقول: ﴿ ذَلِكَ لِيَعْلَمَ أَنِّي لَمْ أَخُنْهُ بِالْغَيْبِ ﴾ [يوسف : 52]، وتعليل آخر تورده: ﴿ وَأَنَّ اللَّهَ لَا يَهْدِي كَيْدَ الْخَائِنِينَ ﴾، فهي تتراجعُ عن كيدِها ومؤامرتها عليه، وتعلن أنَّ الله هو الذي أحبطَ كيدَها، وهذا دليلٌ على أنها مؤمنةٌ بالله، وأنَّ الله غفورٌ رحيم وهو ربها؛ ﴿ إِلَّا مَا رَحِمَ رَبِّي إِنَّ رَبِّي غَفُورٌ رَحِيمٌ ﴾ [يوسف : 53]، ولا تنسى أن تتواضعَ وتنفي عن نفسِها البراءة؛ لأنَّ النفسَ إمارة بالسوء: ﴿ وَمَا أُبَرِّئُ نَفْسِي ﴾.

#### زينب بنت جحش
هي امرأةٌ ذات حسب وجمال، زوَّجها الرَّسولُ - عليه السلام - من مولاه زيد بن حارثة -  - وكان قد تبناه قبل البعثة، وصار يُقال له: زيدُ بن محمد؛ عندما آثر البقاءَ عنده على الذَّهابِ مع أبيه وعمِّه، وبعد أن أنزل الله تعالى في حقِّ زيد وأمثالِه: ﴿مَا جَعَلَ اللَّهُ لِرَجُلٍ مِنْ قَلْبَيْنِ فِي جَوْفِهِ وَمَا جَعَلَ أَزْوَاجَكُمُ اللَّائِي تُظَاهِرُونَ مِنْهُنَّ أُمَّهَاتِكُمْ وَمَا جَعَلَ أَدْعِيَاءَكُمْ أَبْنَاءَكُمْ ذَلِكُمْ قَوْلُكُمْ بِأَفْوَاهِكُمْ وَاللَّهُ يَقُولُ الْحَقَّ وَهُوَ يَهْدِي السَّبِيلَ ۝٤﴾ ﴿ادْعُوهُمْ لِآبَائِهِمْ هُوَ أَقْسَطُ عِنْدَ اللَّهِ فَإِنْ لَمْ تَعْلَمُوا آبَاءَهُمْ فَإِخْوَانُكُمْ فِي الدِّينِ وَمَوَالِيكُمْ وَلَيْسَ عَلَيْكُمْ جُنَاحٌ فِيمَا أَخْطَأْتُمْ بِهِ وَلَكِنْ مَا تَعَمَّدَتْ قُلُوبُكُمْ وَكَانَ اللَّهُ غَفُورًا رَحِيمًا ۝٥﴾،  ولكن زينب عاشت سنةً مع زيد على مضض، وتعكَّرتْ بينهما العلاقةُ الزوجية إلى حدٍّ لم يبق زيد يطيقُه، ولعلَّ كون زيد مولى لمحمد لا ولدًا له، أشعر زينبَ بأنه دونها حسبًا ونسبًا، فتعَالَت عليه مما نغَّصَ حياتهما، فعرض زيد على الرَّسولِ - عليه السلام - أن يطلقَها، ولكن الرسولَ - عليه السلام - كان يشدِّدُ على زيد في أن يمسكَ زوجته، وأن يبقي عشَّ الزوجية عامرًا؛ ﴿وَإِذْ تَقُولُ لِلَّذِي أَنْعَمَ اللَّهُ عَلَيْهِ وَأَنْعَمْتَ عَلَيْهِ أَمْسِكْ عَلَيْكَ زَوْجَكَ وَاتَّقِ اللَّهَ وَتُخْفِي فِي نَفْسِكَ مَا اللَّهُ مُبْدِيهِ وَتَخْشَى النَّاسَ وَاللَّهُ أَحَقُّ أَنْ تَخْشَاهُ فَلَمَّا قَضَى زَيْدٌ مِنْهَا وَطَرًا زَوَّجْنَاكَهَا لِكَيْ لَا يَكُونَ عَلَى الْمُؤْمِنِينَ حَرَجٌ فِي أَزْوَاجِ أَدْعِيَائِهِمْ إِذَا قَضَوْا مِنْهُنَّ وَطَرًا وَكَانَ أَمْرُ اللَّهِ مَفْعُولًا ۝٣٧﴾،  فالرسول - صلَّى الله عليه وسلَّم - يتوقَّعُ هزةً اجتماعية في مجتمع المدينة، بعد أن هدأت هزةُ إلغاء التبنِّي.
وكان الرسول - عليه السلام - يعلمُ بما أعلمه الله، أنَّ تغييرًا نفسيًّا سيحدث في المجتمعِ الإسلامي الذي كان في جاهليته قد اعتاد على مفهومِ التبني، وليكتمل إلغاء هذا المفهوم عمليًّا، قدَّرَ الله على محمد - عليه السلام - أن يتزوجَ بمطلقةِ مَن كان يُعدُّ سابقًا ولده (بالتبني)، وهذا الحدث يشكِّلُ صدمةً عملية للمفهوم الذي كان سائدًا في السابق، ومن هنا حرص الرسولُ - عليه السلام - على أن تبقى زينب عند زيد؛ ﴿وَإِذْ تَقُولُ لِلَّذِي أَنْعَمَ اللَّهُ عَلَيْهِ وَأَنْعَمْتَ عَلَيْهِ أَمْسِكْ عَلَيْكَ زَوْجَكَ وَاتَّقِ اللَّهَ وَتُخْفِي فِي نَفْسِكَ مَا اللَّهُ مُبْدِيهِ وَتَخْشَى النَّاسَ وَاللَّهُ أَحَقُّ أَنْ تَخْشَاهُ فَلَمَّا قَضَى زَيْدٌ مِنْهَا وَطَرًا زَوَّجْنَاكَهَا لِكَيْ لَا يَكُونَ عَلَى الْمُؤْمِنِينَ حَرَجٌ فِي أَزْوَاجِ أَدْعِيَائِهِمْ إِذَا قَضَوْا مِنْهُنَّ وَطَرًا وَكَانَ أَمْرُ اللَّهِ مَفْعُولًا ۝٣٧﴾ [الأحزاب:37]، 
فمحمَّدٌ - عليه السلام - كان يشفقُ على المسلمين من هذه الصدمةِ النفسية، لما اصطلحوا عليه واعتادوه، ولكنَّ الله قدَّر، ولا رادَّ لذلك، أن يضعَ حدًّا لهذا المفهومِ الخاطئ؛ من نسبةِ الولد المُتبنَّى إلى غيرِ أبيه، ومعاملته معاملةَ الولدِ من الصلب، وراثة وحرمة، وذلك بأن يتزوجَ محمد من مطلقة زيد! ﴿وَإِذْ تَقُولُ لِلَّذِي أَنْعَمَ اللَّهُ عَلَيْهِ وَأَنْعَمْتَ عَلَيْهِ أَمْسِكْ عَلَيْكَ زَوْجَكَ وَاتَّقِ اللَّهَ وَتُخْفِي فِي نَفْسِكَ مَا اللَّهُ مُبْدِيهِ وَتَخْشَى النَّاسَ وَاللَّهُ أَحَقُّ أَنْ تَخْشَاهُ فَلَمَّا قَضَى زَيْدٌ مِنْهَا وَطَرًا زَوَّجْنَاكَهَا لِكَيْ لَا يَكُونَ عَلَى الْمُؤْمِنِينَ حَرَجٌ فِي أَزْوَاجِ أَدْعِيَائِهِمْ إِذَا قَضَوْا مِنْهُنَّ وَطَرًا وَكَانَ أَمْرُ اللَّهِ مَفْعُولًا ۝٣٧﴾ ﴿مَا كَانَ عَلَى النَّبِيِّ مِنْ حَرَجٍ فِيمَا فَرَضَ اللَّهُ لَهُ سُنَّةَ اللَّهِ فِي الَّذِينَ خَلَوْا مِنْ قَبْلُ وَكَانَ أَمْرُ اللَّهِ قَدَرًا مَقْدُورًا ۝٣٨﴾،  وهكذا أصبحت زينب إحدى زوجاتِ الرسول - عليه السلام - وإحدى أمهات المؤمنين، وزادت شرفًا إذ نزل فيها قرآنٌ يتلى، وكانت عنصرًا أساسيًّا في إلغاءِ متعلقات التبني ولواحقه.

#### عائشة بنت أبي بكر
نزل فيها قرآنٌ يبرئها من تهمةٍ لاكتها ألسنةُ السوء، التي تحدثت بحديثِ الإفك، فكانت عائشة بذلك طاهرةً مطهرة مبرأة، ونتلو براءتها في عشرِ آيات من سورة النور، على مرِّ الزمان، فقد كانت - رضي الله عنهما - مع رسولِ الله - صلَّى الله عليه وسلَّم - في غزوة بني المصطلق، وألجأتها حاجتُها إلى الابتعادِ عن الرَّكبِ ليلاً لقضائها، وعندما عادت افتقدت عِقدًا رجعت تبحث عنه، وطال بحثُها فارتحل الركبُ قبل أن تعود، وعندما رجعت وجدت المكانَ خاليًا من الجيش، فقعدت تنتظرُ عودةَ من يبحث عنها عندما يفتقدونها، وأقبل عليها صفوانُ بن المعطل المكلف بتعقبِ الجيش وجمع ما يتساقَطُ منه، وعرفها فاسترجع وأناخ راحلةً فركبتها، وسارت حتى أدركا الجيشَ ظهرًا، وهنا بدأت ألسنةُ السوء تتحدَّثُ بالسوء على عائشة، وكان من الذين جاهروا بذلك حسان بن ثابت، ومسطح بن أثاثه، وحمنة بنت جحش - أخت زينب بنت جحش زوجة الرسول - وتولَّى كبرَ هذا الإفك عبد الله بن أبي ابن سلول، وعائشة لا تدري بما تتداولُه الألسنة عنها، واستلبث الوحي شهرًا حتى علمتْ بالأمر واشتدت عليها وعلى الرسول - صلَّى الله عليه وسلَّم - القضية، ثم نزلت آياتُ سورة النور تبرئها: ﴿إِنَّ الَّذِينَ جَاءُوا بِالْإِفْكِ عُصْبَةٌ مِنْكُمْ لَا تَحْسَبُوهُ شَرًّا لَكُمْ بَلْ هُوَ خَيْرٌ لَكُمْ لِكُلِّ امْرِئٍ مِنْهُمْ مَا اكْتَسَبَ مِنَ الْإِثْمِ وَالَّذِي تَوَلَّى كِبْرَهُ مِنْهُمْ لَهُ عَذَابٌ عَظِيمٌ ۝١١﴾،  ثم أعطت الآياتُ التالية درسًا للمسلمين وتأديبًا لهم: ﴿لَوْلَا إِذْ سَمِعْتُمُوهُ ظَنَّ الْمُؤْمِنُونَ وَالْمُؤْمِنَاتُ بِأَنْفُسِهِمْ خَيْرًا وَقَالُوا هَذَا إِفْكٌ مُبِينٌ ۝١٢﴾، ، فهكذا ينبغي أن يكونَ تصرفُ المسلمين أنْ يحسنوا الظنَّ بأنفسهم وبأمِّ المؤمنين، ويتورَّعوا عن الاتهامِ أو الحديث به، وقد تمثلت هذه التربية في الصحابي الجليل أبي أيوب الأنصاري -  - عندما قالت له زوجته: «أمَا تسمع ما يقولُ الناسُ في عائشة؟ فقال: نعم، وذلك الكذب، أكنت فاعلة ذلك يا أمَّ أيوب؟ قالت: لا والله ما كنتُ فاعلة، فقال لها: وعائشة والله خيرٌ منك!»، هكذا يكون حسنُ الظن بأمهاتِ المؤمنين، وهكذا يظن المؤمنون بأنفسِهم خيرًا.
وقد قرع الله بعضَ المسلمين على ما قالوه؛ ﴿إِذْ تَلَقَّوْنَهُ بِأَلْسِنَتِكُمْ وَتَقُولُونَ بِأَفْوَاهِكُمْ مَا لَيْسَ لَكُمْ بِهِ عِلْمٌ وَتَحْسَبُونَهُ هَيِّنًا وَهُوَ عِنْدَ اللَّهِ عَظِيمٌ ۝١٥﴾، ، وأي شيء أعظم من أن تتهمَ زوجةُ الرسول - عليه السلام - في عرضِها وكرامتها! وأي شيء أعظم من أن يُهان الرسولُ - عليه السلام - في اتهامِ أهله وأحب أهله إليه!
وهكذا بُرِّئت عائشةُ - رضي الله عنها - وباء بالخزي والقذف والحد أولئك الذين جاهروا بالاتهام، وتوعَّد الله من تولَّى كبر هذه الفرية من وراء ستار بالعذاب الأليم.

#### خولة بنت ثعلبة
هي زوجة أوس بن الصامت، الذي كان شيخًا كبيرًا وقد ساء خلقُه، ودخل على زوجته يومًا فراجعته بشيءٍ فغضب عليها، وظاهر منها - قال لها: أنت علي كظهر أمي - يريدُ بذلك أن يحرمَها على نفسِه، على عادةٍ كانت سائدةً في الجاهلية، ومع ذلك رجع إليها بعد قليلٍ وأرادها عن نفسِها، فامتنعت منه حتى يحكمَ الله ورسوله فيهما، فواثبها وغلبتْه بما تغلب المرأةُ الشيخَ الضعيف، وأبعدته عن نفسِها، ثم خرجت إلى بيتِ النبي، وذكرت له ما لقيت من زوجِها: «يا رسول الله، أكلَ مالي، وأفنى شبابي، ونثرت له بطني، حتى إذا كبرت سني وانقطعَ ولدي ظاهر منِّي، اللهمَّ إني أشكو إليك»، فجعل النبي - صلَّى الله عليه وسلَّم - يقول لها: ((يا خولة، ابنُ عمِّك شيخ كبير فاتقي الله فيه، ما أعلمك إلا قد حرمتِ عليه))، فقالت: أشكو إلى الله ما نزل بي وأشكو أبا صبيتي، فرأت عائشةُ وجهَ رسول الله - صلَّى الله عليه وسلَّم - قد تغير، إيذانًا بنزول الوحي عليه، فنحتها عنه، ومكث رسولُ الله - صلَّى الله عليه وسلَّم - في غشيانه، فلمَّا انقطع عنه الوحي قال: ((يا عائشة، أين المرأة؟ فدعتها، فقال لها رسولُ الله - عليه السلام -: ((يا خولة، قد أنزل الله فيكِ وفي صاحبك، ثم قرأ عليها: ﴿قَدْ سَمِعَ اللَّهُ قَوْلَ الَّتِي تُجَادِلُكَ فِي زَوْجِهَا وَتَشْتَكِي إِلَى اللَّهِ وَاللَّهُ يَسْمَعُ تَحَاوُرَكُمَا إِنَّ اللَّهَ سَمِيعٌ بَصِيرٌ ۝١ الَّذِينَ يُظَاهِرُونَ مِنْكُمْ مِنْ نِسَائِهِمْ مَا هُنَّ أُمَّهَاتِهِمْ إِنْ أُمَّهَاتُهُمْ إِلَّا اللَّائِي وَلَدْنَهُمْ وَإِنَّهُمْ لَيَقُولُونَ مُنْكَرًا مِنَ الْقَوْلِ وَزُورًا وَإِنَّ اللَّهَ لَعَفُوٌّ غَفُورٌ ۝٢ وَالَّذِينَ يُظَاهِرُونَ مِنْ نِسَائِهِمْ ثُمَّ يَعُودُونَ لِمَا قَالُوا فَتَحْرِيرُ رَقَبَةٍ مِنْ قَبْلِ أَنْ يَتَمَاسَّا ذَلِكُمْ تُوعَظُونَ بِهِ وَاللَّهُ بِمَا تَعْمَلُونَ خَبِيرٌ ۝٣ فَمَنْ لَمْ يَجِدْ فَصِيَامُ شَهْرَيْنِ مُتَتَابِعَيْنِ مِنْ قَبْلِ أَنْ يَتَمَاسَّا فَمَنْ لَمْ يَسْتَطِعْ فَإِطْعَامُ سِتِّينَ مِسْكِينًا ذَلِكَ لِتُؤْمِنُوا بِاللَّهِ وَرَسُولِهِ وَتِلْكَ حُدُودُ اللَّهِ وَلِلْكَافِرِينَ عَذَابٌ أَلِيمٌ ۝٤﴾،  وقال لها الرسولُ - عليه السلام -: ((مُريه فليعتق رقبة))، فقالت: ما عنده ما يعتق، قال: ((فليصمْ شهرين متتابعين))، قالت: والله إنه شيخٌ كبير ما به من صيام، قال: ((فليطعم ستين مسكينًا وسقًا - ستين صاعًا - من تمر))، قالت: يا رسول اللهِ، ما ذاك عنده، فأعانه الرسولُ بثلاثين صاعًا، وأعانته زوجته بثلاثين.
وهكذا كان تصرف هذه المرأة المسلمة وحوارها مع رسول الله - عليه السلام - سببًا لنزولِ هذه الآيات وتشريع الظِّهار، وتأديب الرِّجال الذين يطلِقُون ألسنتَهم بهذه الأقوال الجاهلية من غير تدبر لعواقبها.
وقد لقيتْ خولةُ هذه مرةً عمرَ بن الخطاب في خلافته فاستوقفته، فوقف لها ودنا منها وأصغى إليها رأسَه، حتى أنهت حديثَها وانصرفتْ، فقال له رجل: يا أمير المؤمنين، حبست رجالات قريش على هذه العجوز؟! فقال له عمر: «ويحك! أتدري من هذه؟»، قال: لا، فقال له: «هذه امرأةٌ سمع الله شكواها من فوق سبع سموات، هذه خولة بنت ثعلبة، والله لو لم تنصرفْ عني إلى الليلِ ما انصرفتُ حتى تقضي حاجتَها».
وهكذا كانت هذه المظاهرة من أوس لزوجتِه خولة فرصةً لها ليذكر قصتَها القرآن، وتردد ألسنةُ المسلمين شكواها كلَّما قرؤوا القرآن.

#### ناقضة الغزل
(ناقضة الغزل) هي ريطة بنت عمرو بن سعد بن زيد، ورد ذكرها في قوله تعالى: ﴿وَلَا تَكُونُوا كَالَّتِي نَقَضَتْ غَزْلَهَا مِنْ بَعْدِ قُوَّةٍ أَنْكَاثًا تَتَّخِذُونَ أَيْمَانَكُمْ دَخَلًا بَيْنَكُمْ أَنْ تَكُونَ أُمَّةٌ هِيَ أَرْبَى مِنْ أُمَّةٍ إِنَّمَا يَبْلُوكُمُ اللَّهُ بِهِ وَلَيُبَيِّنَنَّ لَكُمْ يَوْمَ الْقِيَامَةِ مَا كُنْتُمْ فِيهِ تَخْتَلِفُونَ ۝٩٢﴾.
وكانت خرقاء تغزل هي وجواريها من الغداة إلى نصف النهار، ثم تأمرهن فينقضن جميعاً ما غزلن، فكان هذا دأبها لاتكف عن الغَزل، ولاتبقي ما غزلت.

#### أم حبيبة
أم حبيبة أم المؤمنين أرسل المصطفى النبي محمد إلى النجاشي يخطبها، فأوكلت عنها خالد بن سعيد بن العاص وأصدقها النجاشي أربع مائة دينار وأولم لها وليمة فاخرة وجهزها وأرسلها إلى المدينة مع شرحبيل بن حسنة. تزوجت الرسول محمد سنة 7 هـ، وكان عمرها يومئذٍ 36 سنة، وذكر في شأنها القرآن: ﴿عَسَى اللَّهُ أَنْ يَجْعَلَ بَيْنَكُمْ وَبَيْنَ الَّذِينَ عَادَيْتُمْ مِنْهُمْ مَوَدَّةً وَاللَّهُ قَدِيرٌ وَاللَّهُ غَفُورٌ رَحِيمٌ ۝٧﴾.

#### مريم بنت عمران
فتاةٌ غير متزوجة تقيَّة نقية، تخرجُ من المعبد الذي نُذرت لخدمتِه متجهة إلى الشرقِ منه، وتحتجب عن أهلِها، فيتمثل لها الملكُ بشرًا سويًّا، فترتعب منه وتستعيذ بالله منه، فإذا هو يعلمُها أنه رسولُ الله إليها ليهب لها غلامًا زكيًّا، وكيف يكون لها غلامٌ وهي لم تتزوج ولم يمسها بشر؟! ولكنها قدرةُ الله وإرادته، فما أهون هذا الأمر! وكان حملها أمرًا مقضيًّا في الحال، وتمتد بها أيامُ الحمل حتى ثقل عليها، فخرجت إلى مكانٍ قصي عن المعبد، وحانت ساعةُ المخاض فألجأها إلى جذعِ النخلة تتكئ عليه، ويعتصر قلبُها أمران: آلام المخاض، والتفكير في موقفها أمام قومِها بعد ولادتِها، فتمنت أن تكونَ قد ماتت قبل هذه الحالة ونسيها الناس، وجاءها المددُ والغوث من عالم الغيب وواقع المعجزات، فتسمع كلامًا من هذا الوليدِ أو من الملك يربطُ على قلبِها ويهدئ روعها: لا تحزني، فتحتك نهر يزيلُ عنكِ أوضارَ الولادة، وفوقك طعامُ رُطَبٍ جني يتساقطُ عليك إذا هززتِ جذعَ النخلة! ويعلمها كيف تواجه قومَها في هذا الموقفِ العصيب، بلا كلام، إشارة باليدِ إلى المولود وكفى، وهو يتولَّى الدفاعَ عنها، مولود في أيامه الأولى يدافعُ عن أمِّه بلسانه! بكلامه! معجزة تلي معجزة، معجزة ولادته من غيرِ أب، ومعجزة كلامِه في المهد! ﴿ قَالَ إِنِّي عَبْدُ اللَّهِ آتَانِيَ الْكِتَابَ وَجَعَلَنِي نَبِيًّا ﴾ [مريم : 30]، كلامٌ حازم يسمعونه بآذانهم يبرئ أمَّه، ويعلمهم بعبوديتِه لله، وجعله نبيًّا يتنزل عليه كتابُ الله، هل اقتنعَ بنو إسرائيل بكلِّ هذه الدلائل، وهذه المعجزات؟
إنَّ القلوبَ القاسية تستعصي على الإيمانِ والتصديق، فاتهموا مريمَ التي رافقت ولدَها في أيامِ حياته العادية متنقلةً به من مكانٍ إلى مكان خوفًا من الحكامِ الظلمة، وخوفًا من الكهنةِ الذين يأكلون الدنيا بالدين، وينكرون معجزاتِ ربِّ العالمين، ولا يصدقون بزكريا ويحيى وعيسى، وهكذا أحاطت بحياةِ عيسى - عليه السلام - هذه الكوكبةُ من النِّساءِ اللاتي كانت كراماتُهنَّ مرتبطةً بطبيعة معجزة عيسى الكبرى؛ الولادة غير المعتادة، ولادة بعد عقم، ولادة بعد كبر، وولادة من غير أب! فسبحان الله الذي يؤيد رسله بالمعجزات!.

#### من حاضنات موسى إلى بلقيس
هناك كوكبةٌ من النِّساءِ الصالحات المتعاصرات تحدث عنهنَّ القرآنُ الكريم وعن أدوارِهنَّ في حماية ورعاية أحد أولي العزم من الرسل؛ إنه موسى - عليه السلام.فقد شارك في حياتِه خمس نسوة طاهرات عفيفات تحدث عنهنَّ القرآن:
4- أولهن أمه: تلك المرأةُ الممتحنة مع نساء قومها بمحنة ذبحِ الفرعون «رعميس» الثاني للذكورِ من بني إسرائيل، وكان قد رأى رؤيا فُسِّرت له على أنَّ رجلاً من بني إسرائيل ستكونُ على يديه نهاية ملك فرعون، أو أنَّ قوم فرعون قد سمعوا من بني إسرائيل بعضَ النبوءات التي توارثوها عن أنَّ رجلاً منهم ستكونُ لهم به دولة ومنعة، فأمر فرعون بذبحِ المواليد الذكور وإبقاء الإناث على قيدِ الحياة، وعندما ولدت موسى أمُّه خافت عليه وتوقعت أن يأتي الذبَّاحون من جندِ فرعون فيذبحوه، فأوحى الله إليها أن ترضعَ ولدَها ثم تضعه في تابوت (صندوق) وتلقي به في نهر النيل (اليم)! موقف عصيب على أمٍّ تخافُ على ابنها من الذَّبحِ بغير يدها، فتلقي به بيدِها في الماء! ألا تخشى عليه من الغرقِ أو من أن تأكلَه التماسيحُ والأسماك؟! ولكن إيمانها بالله دفعها إلى تفويضِ أمرِها وأمر ابنها إليه، وقد جاءتها البشرى في هذا الوحي بأمرين: أنَّ الله - تعالى - سيردُّه إليها، وأنه سيجعلُه من المرسلين.
وجرى الصندوقُ في الماء يتهادى، وتسوقه الأمواجُ والتيارات إلى القناةِ التي تدخل إلى قصرِ فرعون! ويعثر عليه، ويتعلق قلبُ امرأة فرعون به وينشرح صدرُها له، ويبدو أنها كانت محرومة من الولد، فكان لها سلوى وعزاء بل ألقى الله عليه المحبة منه فما رآه أحد إلا أحبه، ووقفت تدفعُ عنه الموتَ؛ ﴿ لَا تَقْتُلُوهُ عَسَى أَنْ يَنْفَعَنَا أَوْ نَتَّخِذَهُ وَلَدًا ﴾ سورة القصص: 9، فقد قرَّتْ به عينُها، ونجاه الله - تعالى - بذلك من الذَّبح، وفتح له قصرَ فرعون ليعيشَ فيه.وكان قلقُ أمِّ موسى على ولدِها يطغى على قلبِها حتى كادت تعلن على ملأ فرعون أنَّ لها ولدًا، ولكن ربط الله على قلبِها فثبتتْ، وكلَّفتْ ابنتَها - أخت موسى - باقتفاءِ أثر أخيها. وتراه أخته يمتنعُ عن التقامِ أثداء المراضع، فتدخلت ودلَّتهم على من يستطيعُ إرضاعه، وأخذتهم إلى أمِّها فأقبل على ثديها، وأصبحت بذلك مرضعة له وبأجرٍ من امرأةِ فرعون، وتحقَّقَ وعدُ الله لها برده إليها في آخر النهار، الذي قذفته في أولِه في اليم، وعاش في حضنِ أمِّه التي أنجبته، وبرعاية امرأة فرعون التي أنقذته، وبسعي أخته التي عملتْ على ردِّه إلى أمه. وعند هذا الحد ينتهي دورُ هؤلاء النسوة الثلاث اللاتي عملنَ بمشيئة الله على إيصالِ موسى إلى برِّ الأمان، وقد تحدَّثَ القرآنُ الكريم مرة أخرى عن امرأةِ فرعون، وجعلها مثلاً للذين آمنوا ﴿وَضَرَبَ اللَّهُ مَثَلًا لِلَّذِينَ آمَنُوا امْرَأَةَ فِرْعَوْنَ إِذْ قَالَتْ رَبِّ ابْنِ لِي عِنْدَكَ بَيْتًا فِي الْجَنَّةِ وَنَجِّنِي مِنْ فِرْعَوْنَ وَعَمَلِهِ وَنَجِّنِي مِنَ الْقَوْمِ الظَّالِمِينَ ۝١١﴾،  هذه المرأةُ المؤمنة صبرت على كفرِ فرعون وظلمه وادعائه الألوهية، ووجدت في موسى الطفل الرضيع قرةَ عينٍ لها، وتوقعت أن يكونَ أيضًا قرة عين لفرعون، ويأبى عليها فرعون ذلك ويقول لها: «هو قرةُ عين لك، فأمَّا لي فلا حاجةَ لي فيه»! وقد كان الأمر كذلك، فقد قرَّت عينُ امرأة فرعون بموسى ودعوته.
2- وهناك امرأتان أخريان لهما دورٌ في حياة موسى - عليه السَّلام - فعندما خرج موسى من مصر خائفًا يترقَّبُ انكشافَ أمرِه في مقتلِ الرجل المصري، وصل إلى ماء مدينَ ووجد امرأتين تذودان غنمَهما عن الماء، تنتظران انتهاء الرعاة من سقي أغنامِهم، فساعدهما موسى على سقايةِ دوابهما قبل أن يأتي الرعاةُ ويستقوا، فانصرفتا إلى والدِهما الشيخ الكبير مبكرتين على غير عادتِهما في التأخرِ بالعودة إلى البيت، وعلم منهما أنَّ رجلاً غريبًا قويًّا استطاع أن يمتاحَ من البئرِ وحده، وأن يسقيَ الدَّوابَّ قبل قدوم الرعاة، وأعجب الشيخُ بقوة الرجل الغريب، وطلب من ابنتَيْه أن تستدعي الرجلَ ليكافئه الشيخُ على ما فعل، فجاءته تمشي على استحياءٍ وطلبت منه المسيرَ معها إلى أبيها، ورغبت هذه الفتاةُ إلى أبيها أن يستأجرَ هذا الشابَّ القوي الأمين لرعي المواشي وإراحةِ البنتين من ذلك، وتم الاتفاقُ بينهما على أن يتزوجَ إحدى البنتين على أن يخدمَ الشيخ ثماني سنوات أو عشرًا. وكانت هذه الزوجةُ معه عندما سار بأهلِه عائدًا إلى بلدِه وآنس نارًا، ثم تلقى عندها الوحي بالنبوةِ والرسالة، وأُيِّد بمعجزةِ العصا واليد، ولم يكن لهذه الزوجة ولا لأختِها أكثر من هذا الدور الذي شكَّلَ مرحلةً من مراحل حياة موسى - عليه السَّلام.
6- وفي مرحلةِ استقرارِ مُلك النبي سليمان - عليه السلام - وامتداد هذا الملك إلى حدٍّ ﴿ لَا يَنْبَغِي لِأَحَدٍ ﴾، ظهرت في السَّاحةِ امرأةٌ تحدَّثَ عنها القرآنُ وأطال الحديث، إنها ملكة سبأ «بلقيس»، تلك الملكة التي أُوتيت من كلِّ شيء ولها عرشٌ عظيم، كانت تحكمُ بلادَ اليمن «سبأ» في بيئةٍ وثنية، تعبد وقومُها الشمس، وعندما علم سليمان - عليه السلام - بهذه الحقائق أرسلَ إليها رسالةَ دعوةٍ يدعوها وقومها فيها إلى الانصياعِ لدولته: ﴿ أَلَّا تَعْلُوا عَلَيَّ ﴾ سورة النمل: 31، وعرض عليهم الإسلامَ والتخلي عن عبادةِ الشمس: ﴿ وَأْتُونِي مُسْلِمِينَ ﴾، فهو لم يكن يهدف إلى التوسعِ في السُّلطان فقط، ولكن له هدفٌ آخر أسمى؛ ذاك هو نشر الإيمانِ بالله. وهذه المرأة التي كانت بدايتها وثنية، كانت سياسية ماهرة، تعرفُ كيف تتعامَلُ مع ذوي السلطات، فأرسلت إلى سليمانَ هديةً ثمينة، وأموالاً تختبره بها: هل هو رجل سلطان ومادة، أو رجل مبدأ وعقيدة؟. ولكنه رفضَ هذه الرشوة فقال: ﴿ أَتُمِدُّونَنِ بِمَالٍ ﴾ سورة النمل: 36، ﴿ بَلْ أَنْتُمْ بِهَدِيَّتِكُمْ تَفْرَحُونَ * ارْجِعْ إِلَيْهِمْ فَلَنَأْتِيَنَّهُمْ بِجُنُودٍ لَا قِبَلَ لَهُمْ بِهَا ﴾،  وهذا تهديدٌ حازم أرغمها على الحضور، وعرض عليها عرشَها الذي استحضره قبل وصولِها، وأدخل عليه بعضَ التعديلات السريعة ليختبرَ ذكاءها، فلم تنكرْه ولم تدَّعِه، بل قالت: ﴿ كَأَنَّهُ هُوَ ﴾ [النمل: 42]، ثم اختبرها اختبارًا هامًّا ليحطمَ مفاهيمَها الوثنية بطريقةٍ علمية، فأدخلها الصَّرح، وهو بناء أرضه من زجاجٍ صقيل صاف تجري تحته المياه، فحسبته ماءً جاريًا أمامها، وظنتْ أنها سوف تخوضُ هذا المجرى المائي، فشمَّرت ثوبَها عن ساقيها لكي لا يبتل بالماء، وهنا تبيَّنَ لها أنَّ هناك موجوداتٍ لا تراها العين (الزجاج الصافي)، فقد خدعتها العينُ إذ رأت الماءَ ولم تر الزجاجَ فوقه، وإذا كانت تعبد الشمس لأنها تراها، فهناك الله الذي خلقَ الشمس ولا تدركه الأبصار، ولذكائها فهمت الفكرةَ، وهنا أعلنت خطأها، فقالت كلمةَ الحقِّ واعترفت بأنها ظلمتْ نفسَها؛ إذ كانت تعبد الشمسَ من دون الله؛ ﴿ قَالَتْ رَبِّ إِنِّي ظَلَمْتُ نَفْسِي وَأَسْلَمْتُ مَعَ سُلَيْمَانَ لِلَّهِ رَبِّ الْعَالَمِينَ ﴾،  وانتقلت بذلك من الوثنيةِ إلى دينِ التوحيد، بعد أن استعملَ سليمانُ - عليه السلام - معها طريقةً عملية، مستغلاًّ ما مكنه منه الله - تعالى - من صناعاتٍ وتقدم حضاري. وهكذا صارت بلقيس امرأةً صالحة مؤمنة في موكبِ النِّساء المؤمنات اللاتي تحدَّثَ عنهنَّ القرآن.

## مؤلفات حول المرأة في القرآن الكريم
- المرأة في القرآن، عباس محمود العقاد.[63]
- المرأة في النص الديني، حسين الخشن.[64]